# Cinema di fantascienza

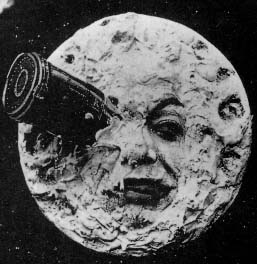
Celebre fotogramma di Viaggio nella Luna (Le voyage dans la Lune, 1902) di Georges Méliès, generalmente citato come il primo film di fantascienza (preceduto in realtà da alcune opere dello stesso regista)

Il cinema di fantascienza (o fantascientifico) è uno dei generi cinematografici più popolari. In esso, i temi tipici della fantascienza sono colonna portante per lo sviluppo della trama. Nei film di fantascienza, il meccanismo narrativo viene innescato dalla presenza di elementi scientifici immaginari o ipotetici, come potrebbero essere ad esempio la formulazione di una nuova teoria matematica, l'invenzione di apparecchiature tecnologiche innovative o la scoperta di nuovi e promettenti sviluppi nel campo della bioingegneria. Solitamente questo genere di film viene ambientato in un contesto legato a una visione più o meno lontana del futuro, come quello dei viaggi interstellari, quello del contatto con entità extraterrestri, quello dei conflitti nucleari o delle catastrofi climatiche globali.
Benché il cinema di fantascienza sia stato riconosciuto come genere autonomo solo a partire dagli anni cinquanta, l'elemento del fantastico era ben presente fin dagli esordi della settima arte. Nel corso degli anni, il cinema fantascientifico ha saputo esplorare un'enorme rosa di soggetti e temi differenti, molti dei quali non avrebbero potuto essere rappresentati in altro modo. Una delle qualità che rende affascinante questo genere è la sua propensione a comunicare messaggi filosofici o politici con elegante sottigliezza: le opere di fantascienza sono state spesso utilizzate per affrontare delicati temi sociali e di attualità – come il pacifismo, la guerra fredda, la xenofobia, le conseguenze dell'inquinamento – in periodi storici attraversati da crisi morali, pur senza rinunciare, nel contempo, a offrire intrattenimento per gli spettatori meno smaliziati. Le produzioni fantascientifiche hanno sempre figurato in prima linea per quanto riguarda l'aspetto più tecnico degli effetti speciali e con il tempo le platee di appassionati si sono abituate alla rappresentazione realistica di forme di vita aliene, spettacolari battaglie spaziali, armi a energia e mondi surreali, in conseguenza del sempre più rapido progredire delle tecnologie animatronica e computer grafica.
Vi sono molti film di fantascienza memorabili e un numero ancora maggiore di opere mediocri, o che possono essere annoverate addirittura tra i peggiori esempi di produzione cinematografica di tutti i tempi. Sono occorsi molti decenni – e gli sforzi collettivi di innumerevoli cineasti di talento – perché il cinema fantascientifico iniziasse a essere considerato una forma d'arte. All'interno della fantascienza e dei suoi confini si registra una notevole contaminazione di generi, in particolare con il cinema del terrore.

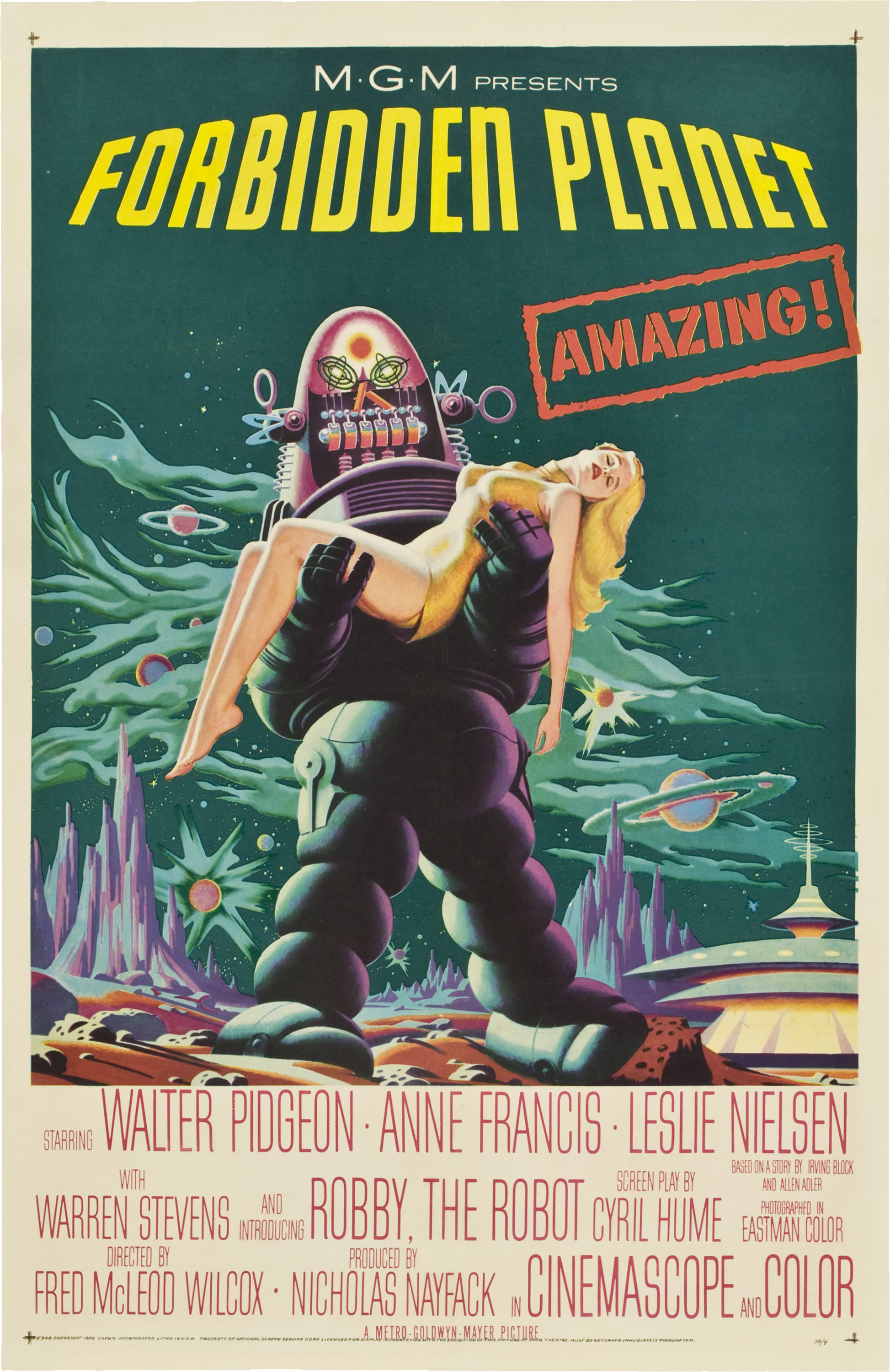
Il pianeta proibito (Forbidden Planet, 1956), una delle più celebri pellicole fantascientifiche degli anni cinquanta

## Storia
Il cinema fantascientifico è stato – fin dai suoi inizi – fortemente influenzato dalla letteratura, tanto che diversi capolavori cinematografici traggono la propria origine dalla letteratura fantascientifica. Romanzi e film tuttavia diventano presto due entità indipendenti: l'influenza dei libri si ferma ai soggetti, agli spunti di base, che il cinema sviluppa poi in opere autonome. In particolare dagli anni settanta del Novecento in poi il cinema tende a inventare da sé le proprie "mitologie fantascientifiche". La fantascienza come letteratura è analitica e tratta di idee, mentre il film è tutt'altro che analitico e il modo in cui tratta le idee è quello di dare loro forma visiva, immagini che possiedano una carica metaforica, e una metafora può essere potente ma raramente precisa. Il cinema, inoltre, è considerato una forma d'arte popolare e pertanto tende spesso alla semplificazione. Tra i moderni cineasti di fantascienza vi sono pochi letterati. Autori hollywoodiani come George Lucas e Steven Spielberg hanno provveduto, salvo poche eccezioni, a scrivere in proprio le storie per i loro film di successo, immaginando quello che avrebbero voluto vedere da adolescenti al cinema. Gli scrittori di fantascienza si sono visti così superati in popolarità dai cineasti di Hollywood: romanzi e racconti non smettono di essere una fonte di idee per il cinema, ma a essi si sono affiancate altre fonti d'ispirazione, quali i fumetti, la televisione, i videogiochi, o altri generi differenti, o il cinema stesso, con frequenti remake di film a partire dagli anni ottanta.
Nel corso del tempo il genere fantascientifico ha continuato ad affermarsi, conquistando una grossa fetta di mercato: se nel 1971 il cinema fantastico – comprendendo oltre alla fantascienza anche l'horror, il fantasy, il surreale – rappresentava circa il 5% degli incassi negli Stati Uniti, nel 1982 questa quota era già salita sorprendentemente fino ad avvicinarsi al 50% e nel 2010 costituiva quasi il 90%.

### Primordi
Gli inizi della storia del cinema di fantascienza coincidono o quasi con quelli della settima arte. Il neonato cinema viene scoperto infatti come uno strumento che permette di portare sullo schermo non solo la realtà quotidiana, ma anche come mezzo straordinario e innovativo per visualizzare i sogni e le fantasie dell'essere umano, in modo da suscitare stupore e meraviglia nello spettatore, a un livello che non sarebbe stato possibile sul palco di un teatro. Le qualità illusorie del cinema sono l'ideale per narrare di cose che non sono reali, o che non lo sono ancora.

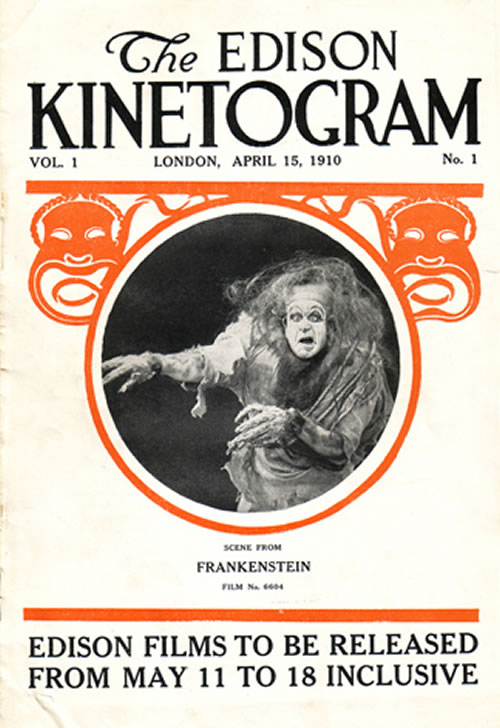
Frankenstein (1910), primo adattamento cinematografico del romanzo omonimo di Mary Shelley

Anche se i canoni del genere fantascientifico si preciseranno solo a partire dagli anni cinquanta, in particolare nell'ambito degli Stati Uniti, tra i primissimi film di fantascienza è Viaggio nella Luna (Le voyage dans la Lune) del 1902 di Georges Méliès, seguito a breve distanza dal più corposo Viaggio attraverso l'impossibile. Lo stesso Méliès – che aveva già affrontato il tema della scienza fantastica ispirandosi alla letteratura coeva, come ne La Lune à un mètre, del 1898 – è anche l'inventore dei primi effetti speciali.
Per quasi mezzo secolo sarebbe quindi uscita una serie di opere che verrà definita solo a posteriori "di fantascienza", ma tali opere sono più che altro appartenenti al genere avventuroso di ambientazione esotica, venato di fantastico e condito di dettagli pseudoscientifici. Fanno eccezione poche pellicole, a cominciare dal celeberrimo Metropolis (1927), di Fritz Lang, apologo futuribile sulla lotta di classe ambientato in una enorme città del 2026. Sebbene il film (sceneggiato dalla scrittrice Thea von Harbou, moglie del regista) secondo alcuni soffra, a livello narrativo, di un "melensaggine mistica da romanzetto d'appendice" (Morando Morandini) e risolva un tema complesso come quello della lotta di classe in modo banalmente e spudoratamente conciliatorio ("il film più stupido mai fatto", lo definì lo scrittore H. G. Wells), fu girato con grandi mezzi (grazie ai cospicui finanziamenti della casa di produzione nazionale tedesca UFA) ed è visivamente e tecnicamente impressionante, per la monumentale e suggestiva rappresentazione delle architetture della metropoli futura, realizzata grazie a scenografie colossali, trucchi ottici ed effetti speciali sbalorditivi per l'epoca, il montaggio ardito, le stupefacenti invenzioni registiche di Lang – uno dei maggiori rappresentanti del cinema espressionista tedesco -, il suggestivo contrappunto della colonna musicale di Gottfried Huppertz, l'algido e inquietante design della donna-robot, divenuto un'icona; meriti per i quali, a dispetto delle sue indubbie pecche, il film viene unanimemente annoverato tra i capolavori delle settima arte ed è divenuto, col tempo, uno dei film più amati della storia del cinema da cinefili e cineasti, senza dimenticare la sua enorme influenza sull'iconografia del genere. Metropolis anticipa la maggior parte dei temi della fantascienza catastrofista. A rinverdirne la fama contribuì, nel 1984, la curiosa e discussa operazione del compositore Giorgio Moroder, che curò una nuova versione del film virata in vari registri cromatici e musicata con una colonna sonora rock.

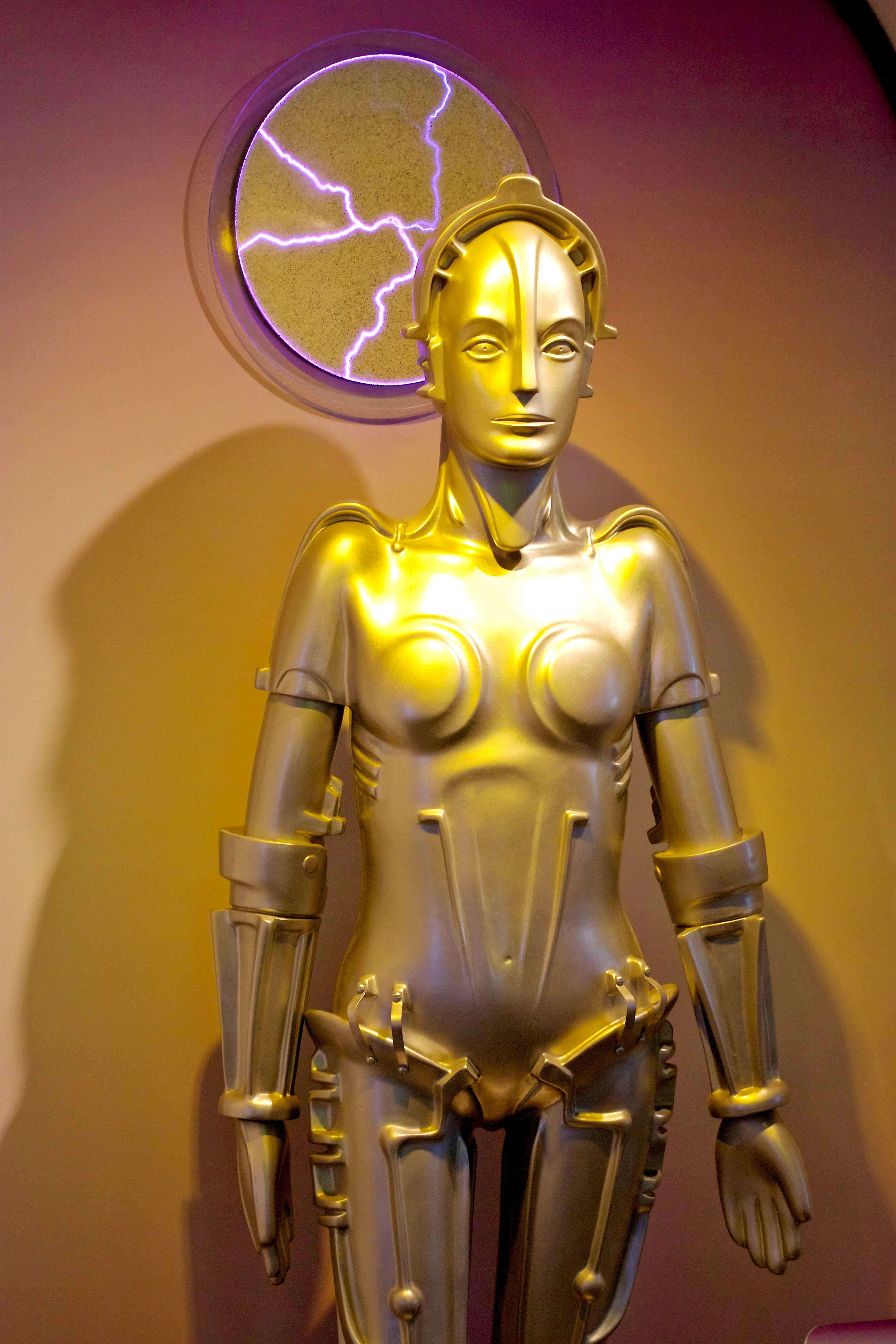
Il robot femminile del film Metropolis (1927) di Fritz Lang

Ad anticipare in certo modo Metropolis è il film russo Aėlita (Аэлита, 1924) di Jakov Aleksandrovič Protazanov; tratto dal romanzo omonimo di Aleksej Nikolaevič Tolstoj, è considerato il primo kolossal sovietico oltre che il primo film di fantascienza girato in Russia, dove godette di una notevole popolarità.
Un altro film di Fritz Lang – e un altro viaggio sulla Luna – si ha con Una donna nella luna (Frau im Mond) del 1928, un melodramma fantascientifico dove per la prima volta vengono presentati al grande pubblico i fondamenti scientifici dei viaggi spaziali su razzi, sfruttando la consulenza degli antesignani della missilistica Hermann Oberth e Willy Ley.
Le opere di Lang assieme ad altri film degli anni venti – come Аėlita e il meno noto Parigi che dorme (Paris qui dort, 1924) di René Clair – costituiscono dei veri e propri punti fermi nella storia del genere e forniranno ispirazione per le produzioni successive degli anni trenta, come Frankenstein, King Kong, La donna e il mostro, La maschera di Fu Manciu, L'isola delle anime perdute, per citarne alcuni tra i più noti.
L'Atlantide del 1921 diretto da Jacques Feyder – prima delle molte trasposizioni cinematografiche dell'omonimo romanzo di Pierre Benoît – è una storia fantastico-avventurosa in cui si ritrovano i superstiti della perduta Atlantide e la loro spietata regina; successive versioni nel 1932: L'Atlantide (Die herrin von Atlantis) di Georg Wilhelm Pabst; e nel 1949: Atlantide (Siren of Atlantis) di Gregg C. Tallas.

### Anni trenta e quaranta

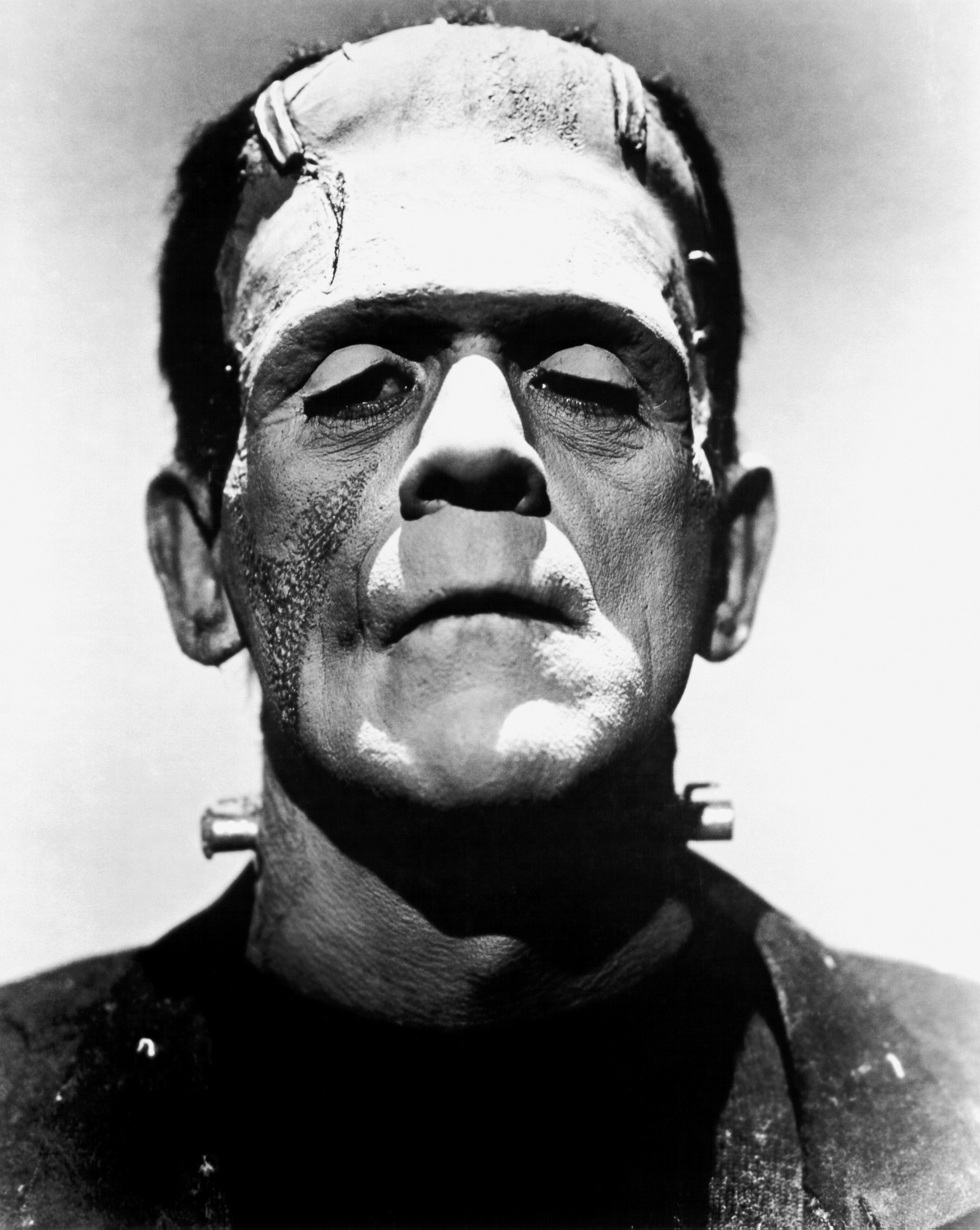
Un primo piano di Boris Karloff nei panni del mostro per il film La moglie di Frankenstein (The Bride of Frankenstein, 1936) di James Whale

Durante gli anni segnati dalla Grande depressione (1929) il pubblico americano cerca spesso dei modi per astrarsi dalla dura realtà quotidiana. Tra i molti musical che invadono i cinema con l'invenzione del sonoro vi è I prodigi del 2000 (Just Imagine) del 1930 di David Butler, una singolare commedia musicale in cui un uomo colpito da una luce nel 1930 si risveglia cinquant'anni dopo nella New York del 1980.
Frankenstein per la regia di James Whale del 1931, con Boris Karloff nei panni del mostro, è il secondo e probabilmente il più noto tra i molti film ispirati al romanzo omonimo di Mary Shelley, divenendo un capostipite per il filone dell'horror fantascientifico. Whale ne dirigerà un seguito all'altezza nel 1935 con La moglie di Frankenstein (Bride of Frankenstein). La mescolanza di elementi scientifici, horror e pazzia era già stata introdotta con due capolavori del cinema espressionista tedesco, Il gabinetto del dottor Caligari (Das Cabinet des Dr. Caligari) del 1920 di Robert Wiene e Il dottor Mabuse (Dr. Mabuse, der Spieler) di Lang del 1922, dominati da magnetiche e negative figure di uomini di scienza (uno psicologo e uno psicoanalista votati al male), che verranno stereotipati nel personaggio dello "scienziato pazzo".
Ciò è ben illustrato, oltre che in Frankenstein, ne Il dottor Jekyll (1931) di Rouben Mamoulian, ne Il dottor Jekyll e Mr. Hyde (1941) di Victor Fleming e nella lunga serie (una quindicina) di precedenti film muti tratti dal fortunato romanzo di Robert Louis Stevenson. Altri esempi di "follia scientifica" in due celebri film tratti dai romanzi di H. G. Wells: L'isola delle anime perdute e L'uomo invisibile. Ne L'isola delle anime perdute (Island of Lost Souls, 1932) di Erle C. Kenton, primo lungometraggio tratto dal romanzo L'isola del dottor Moreau, uno scienziato compie atroci esperimenti su uomini e animali su una sperduta isola dell'oceano. L'uomo invisibile (The Invisible Man) di James Whale del 1933, è invece un ricercatore che sperimenta su sé stesso un siero dell'invisibilità, cosa che finisce per trascinarlo oltre i limiti dell'etica, della legalità e della sanità mentale. Altro riuscito film ispirato all'opera dello scrittore britannico è La vita futura (Things to Come, 1936) di William Cameron Menzies, che narra la storia futura di un intero secolo, fino al 2036, profetizzando le devastazioni dell'imminente secondo conflitto mondiale: malgrado lo scarso successo, fu la più ambiziosa e costosa produzione di fantascienza degli anni trenta.

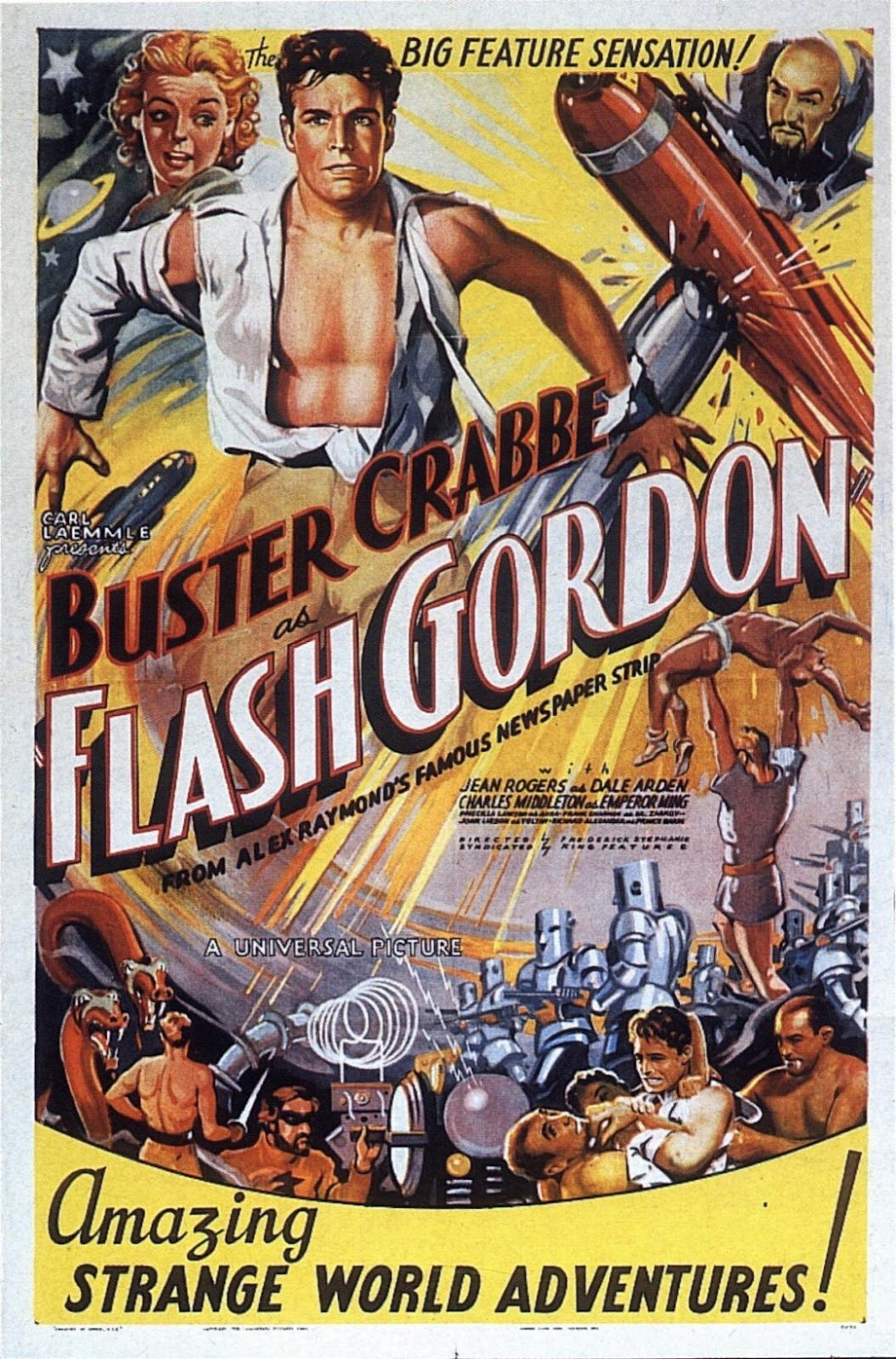
Flash Gordon del 1936, il primo e più celebre serial di fantascienza

La fine del mondo (La fin du monde, 1931), diretto e interpretato da Abel Gance, tratto dal romanzo omonimo di Camille Flammarion, è invece una storia apocalittica sulla fine del mondo a causa di una cometa, anticipando il filone catastrofico, tema ripreso anche ne La distruzione del mondo (Deluge, 1933) di Felix E. Feist, ricordato come uno dei primi film catastrofici dell'epoca del sonoro, che mostra una New York che viene demolita da un terremoto e da una gigantesca onda anomala.

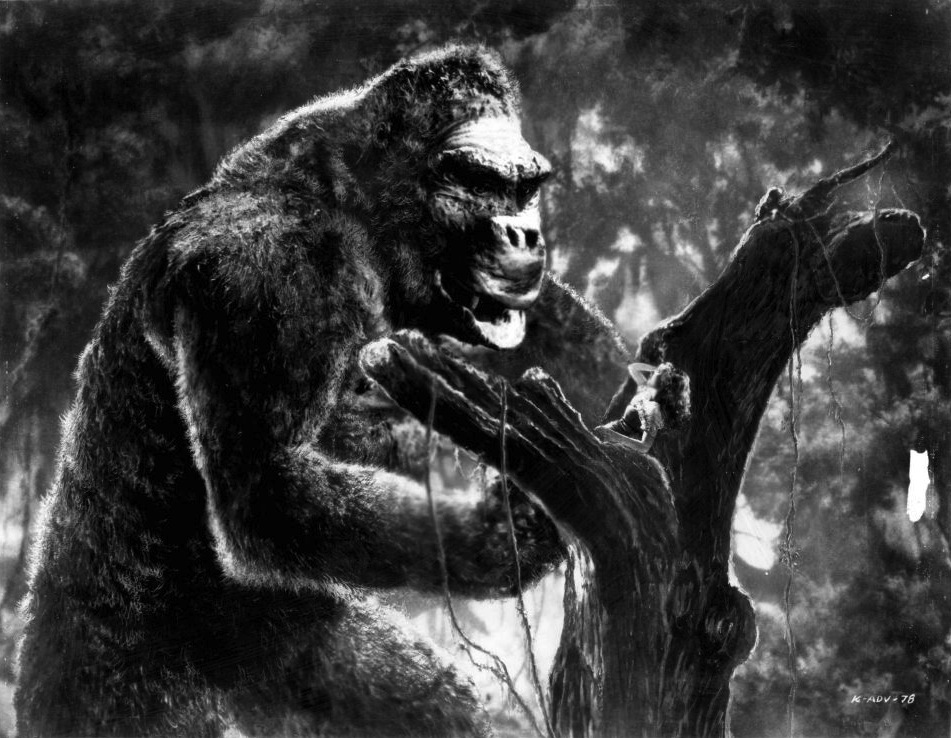
Foto promozionale per il film King Kong (1933)

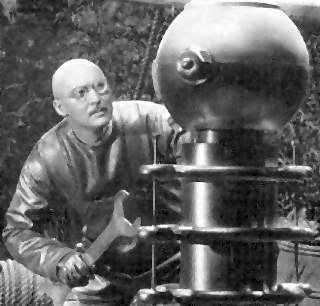
Lo scienziato pazzo dott. Thorkel (Albert Dekker) nel film Dr. Cyclops (1940)

Dopo tante trasposizioni da romanzi, una storia originale con King Kong del 1933, diretto da Merian C. Cooper ed Ernest B. Schoedsack. Il film costituisce uno dei paradigmi di base del linguaggio cinematografico: la sapiente combinazione di elementi avventurosi, romantici e fantastici, insieme a una serie di trucchi visivi all'epoca rivoluzionari, ne ha fatto uno dei massimi capolavori della storia del cinema. Per King Kong l'esperto di effetti speciali Willis O'Brien mescolò per la prima volta l'animazione a passo uno con altre tecniche, come la retroproiezione, la proiezione miniaturizzata e lo schermo blu, inserendo gli attori in scene mai viste prima. L'idea che possano esistere dei "mondi perduti" in cui il tempo si è fermato, come l'isola in cui il gigantesco gorilla Kong combatte contro feroci animali preistorici, proviene direttamente dai romanzi avventurosi della tarda epoca vittoriana della fine dell'Ottocento ed è stata ripresa con successo al cinema in film spettacolari come appunto Il mondo perduto (The Lost World, 1925) di Harry O. Hoyt, primo adattamento del romanzo omonimo di Arthur Conan Doyle e prima pellicola a mostrare al grande pubblico i dinosauri "dal vivo" grazie alla tecnica di animazione del passo uno, sempre per opera di Willis O'Brien. Un altro "mondo perduto" è mostrato nell'utopico Orizzonte perduto (Lost Horizon, 1937) di Frank Capra, film tratto dall'omonimo romanzo di James Hilton.
Alla fine degli anni trenta le pellicole di fantascienza sono abbastanza poche e il tema più ovvio è la space opera. Dalle popolari strisce a fumetti fanno il loro ingresso nel cinema i personaggi eroici della fantascienza dell'epoca, in serial cinematografici che puntano anche al pubblico adulto: Flash Gordon nel 1936 - primo e più celebre serial di fantascienza - e Buck Rogers nel 1939. Quasi la metà (6 su 14) dei serial prodotti nei cinque anni successivi all'uscita di Flash Gordon furono fantascientifici.
In varie pellicole fanta-orrorifiche sono le deformazioni della scienza a essere protagoniste. In Dr. Cyclops (1940) un folle scienziato conduce esperimenti di miniaturizzazione degli esseri viventi; diretto da Ernest B. Schoedsack, regista anche di King Kong, come il film precedente tratta di una spedizione nella giungla alla ricerca di una scoperta scientifica, utilizzando set elaborati ed effetti speciali, in questo caso per mostrare efficacemente esseri umani rimpiccioliti. Primo film di fantascienza statunitense realizzato in Technicolor, Dr. Cyclops segna l'epoca del primo grande sviluppo della tecnica degli effetti speciali, combinando modellini, trucchi ottici, sovrimpressioni e trasparenti. In Mostro pazzo (The Mad Monster, 1942) di Sam Newfield, una trasfusione di sangue sperimentale trasforma un innocuo giardiniere non nel super soldato che si desiderava ottenere ma in un feroce uomo-lupo. La donna e il mostro (The Lady and the Monster, 1944) di George Sherman, narra invece di un cervello umano che viene fatto vivere anche dopo la morte del corpo. Krakatit (1948), fanta-thriller cecoslovacco di Otakar Vávra tratto da un romanzo di Karel Čapek, è considerato uno dei primi film ad avere messo seriamente in guardia sui pericoli della guerra atomica; in esso la vita di uno scienziato è sconvolta dall'invenzione di un nuovo esplosivo di inaudita potenza.

### Anni cinquanta

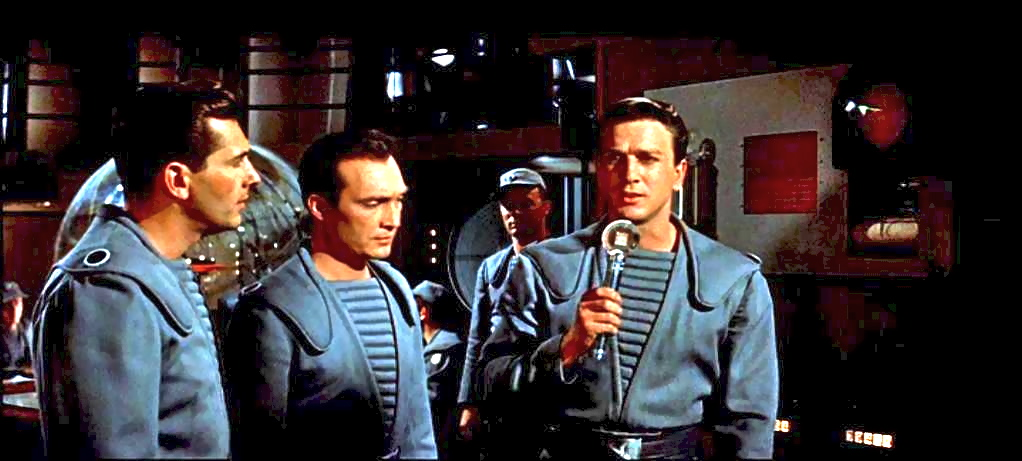
Il pianeta proibito (1956)

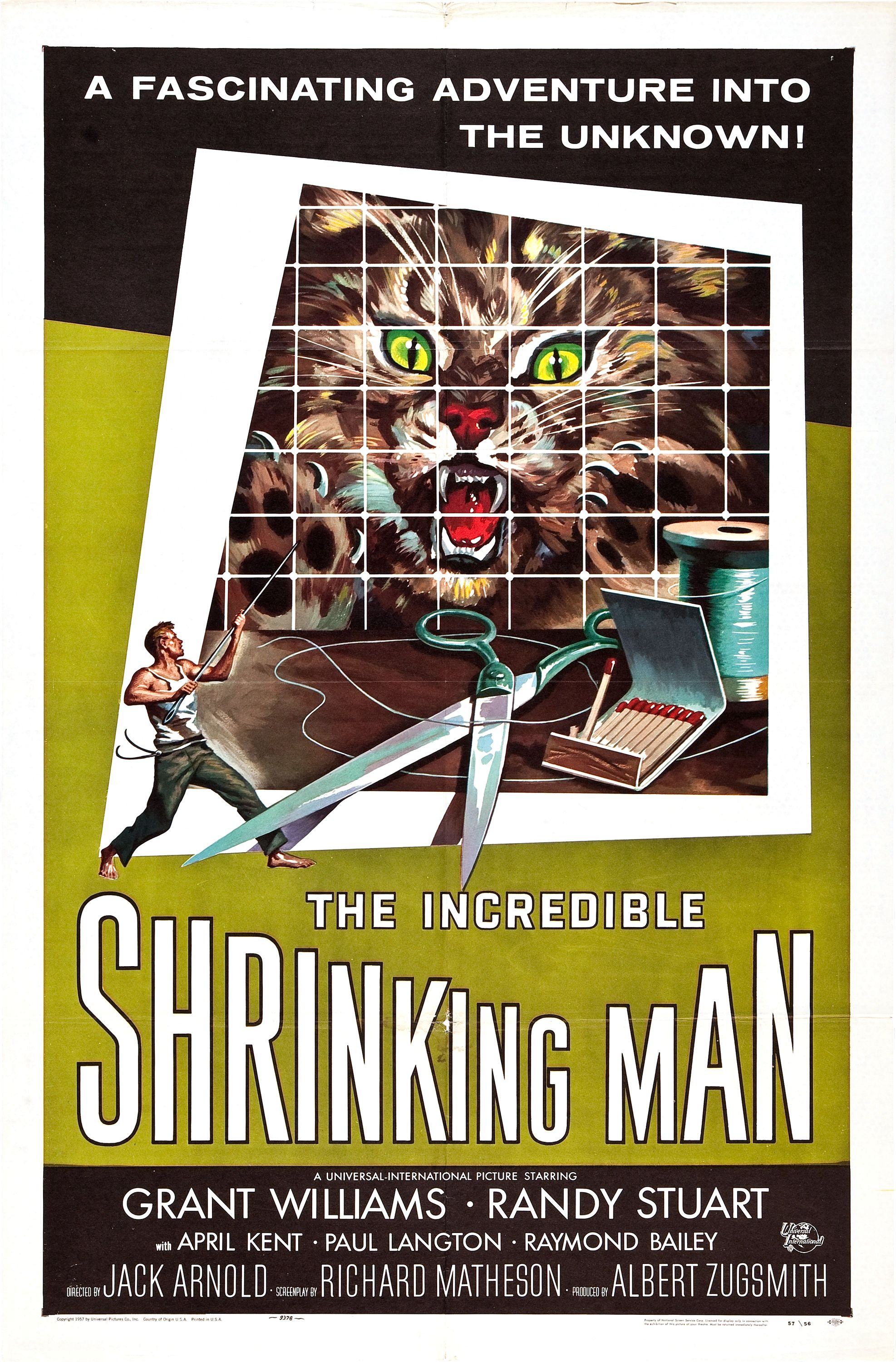
Radiazioni BX: distruzione uomo (The Incredible Shrinking Man, 1957)

Negli anni cinquanta si verifica, a partire dagli Stati Uniti, una specie di esplosione della diffusione del genere fantascientifico, con la produzione di una grande quantità di film da parte degli studios hollywoodiani e di quelli indipendenti. La fantascienza esce finalmente al di fuori delle riviste pulp – che erano rivolte soprattutto agli adolescenti – per rivolgersi al grande pubblico, entrando, oltre che nei cinema, nelle librerie, nei fumetti, nei cartoni animati, nei giocattoli e nel medium più recente, la televisione. È sensibile il cambiamento portato da un nuovo influsso culturale: da un lato vi è l'entusiasmo per il progresso della nascente industria missilistica e aerospaziale, con l'avvio attorno al 1957 della corsa allo spazio, dall'altro sognare il futuro è anche un modo per astrarsi dal presente e soprattutto dimenticare la seconda guerra mondiale da poco conclusa. Negli Stati Uniti il senso di ottimismo dato dal crescente sviluppo industriale e dalla recente pace conquistata viene controbilanciato dalle ansie della guerra fredda e dell'equilibrio del terrore. I primi avvistamenti di UFO e la nascita dell'ufologia nel 1947 inoltre forniscono impulso alla diffusione dell'archetipo dell'alieno nella cultura popolare.
Con i primi anni cinquanta si può considerare avvenuta la codificazione del genere fantascientifico, assieme all'arrivo dei primi capolavori del moderno "fantacinema" (che allora era definito scientifilm): Ultimatum alla Terra (The Day the Earth Stood Still) di Robert Wise e La cosa da un altro mondo (The Thing from Another World) di Christian Nyby e Howard Hawks, entrambi film del 1951. Ultimatum alla Terra è giudicato dalla critica un film fantascientifico adulto e presenta la figura dell'extraterrestre come un saggio messaggero inviato a Washington da una potenza superiore. A sua volta Uomini sulla Luna (Destination Moon) di Irving Pichel del 1950 è stato spesso visto come il primo grande classico della fantascienza moderna, anticipando in maniera coinvolgente e scientificamente accurata (per l'epoca) lo sbarco sulla Luna avvenuto vent'anni dopo, grazie alla collaborazione con il divulgatore scientifico Willy Ley e l'illustratore di space-art Chesley Bonestell. Allo stesso filone appartiene La conquista dello spazio (Conquest of Space, 1955) prodotto da George Pal e diretto da Byron Haskin – un film di sapore documentaristico tratto dal libro Progetto Marte di Wernher von Braun – rimasto per molti anni una pietra miliare del genere grazie agli effetti speciali, agli scenari di Bonestell e all'avventurosa esplorazione di Marte, ambientata nel 1980. Stazione spaziale K9 (Небо зовет, 1959) di Michail Karyukov e Aleksandr Kozyr, il primo grande film di fantascienza russo dopo Aėlita del 1924, tratta della competizione per la conquista dello spazio tra USA e URSS.
Quando i mondi si scontrano (When Worlds Collide, 1951) di Rudolph Maté descrive la drammatica fuga dell'umanità sopravvissuta alla distruzione della Terra a causa di un impatto astronomico.

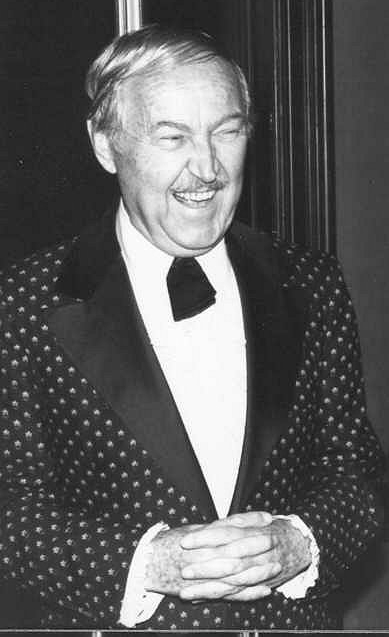
George Pal, produttore, regista e tecnico degli effetti speciali di vari classici della fantascienza degli anni cinquanta e primi anni sessanta

In definitiva, la fantascienza cinematografica si caratterizza negli anni cinquanta soprattutto come avventura incentrata sullo spazio (tema della space opera letteraria), che si tratti di partire dal nostro pianeta per esplorarne l'infinito (Il pianeta proibito, 1956), oppure che siano i suoi misteriosi abitanti a fare visita alla nostra Terra, rivelando spesso intenzioni poco benevole.
La guerra dei mondi (The War of the Worlds, 1953) di Byron Haskin, liberamente tratto dall'omonimo romanzo di Wells, propone con un certo realismo un'apocalittica invasione da parte di spietati alieni. Ancora nel 1953 altre storie d'invasione con Destinazione... Terra! (It came from Outer Space) di Jack Arnold e Gli invasori spaziali (Invaders from Mars) di William Cameron Menzies, come pure L'astronave atomica del dottor Quatermass (The Quatermass Experiment, 1955) di Val Guest e La Terra contro i dischi volanti (Earth vs. the Flying Saucers, 1956) di Fred F. Sears.

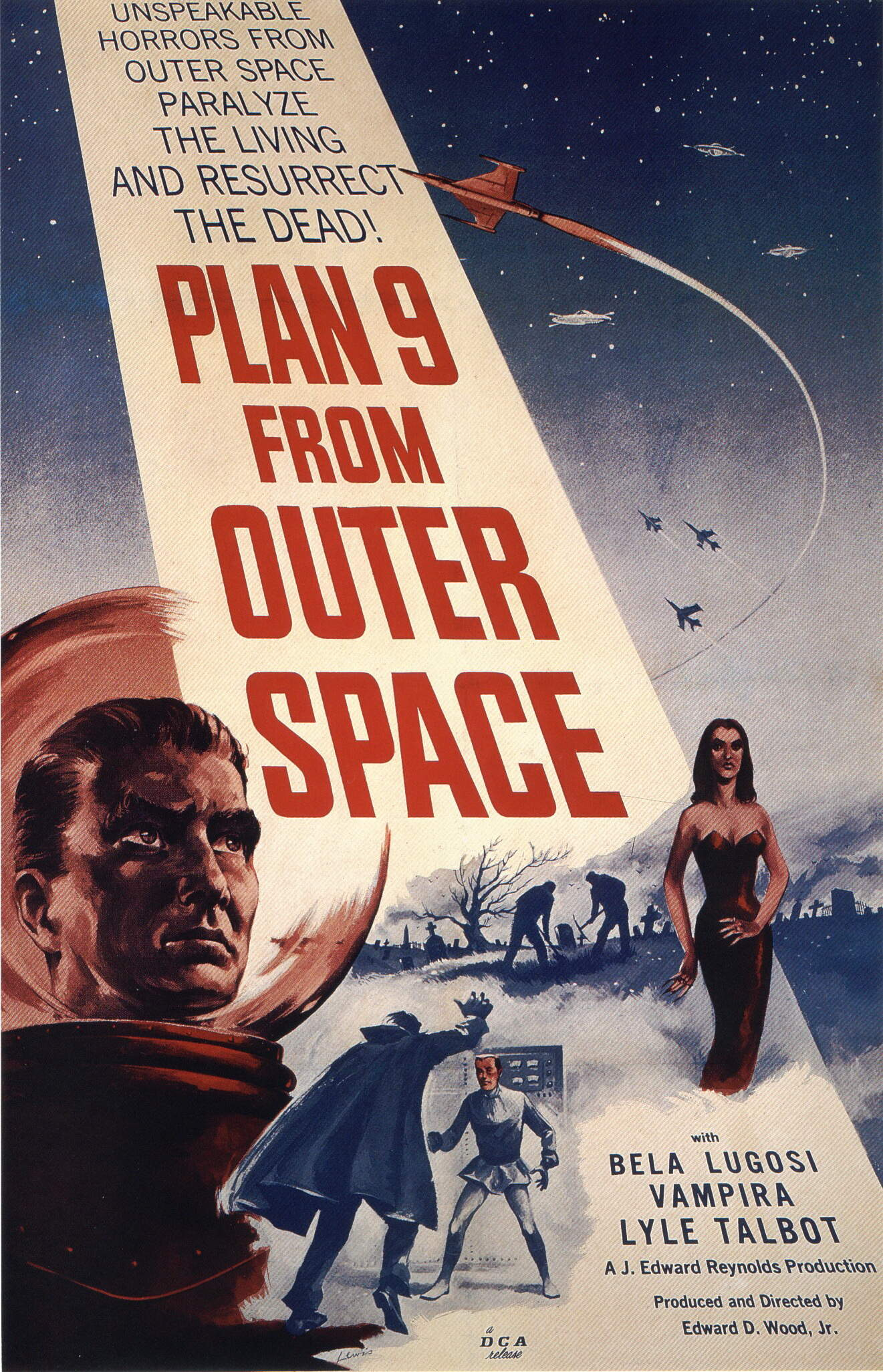
Plan 9 from Outer Space (1959) di Ed Wood. Benché sia stato citato come "il peggior film di tutti i tempi", è considerato un cult.

Assai inquietante l'infiltrazione aliena segreta narrata ne L'invasione degli ultracorpi (Invasion of the Body Snatchers, 1956) di Don Siegel, dove gli esseri umani vengono sostituiti da perfette "copie" aliene; extraterrestri sotto mentite spoglie anche in Ho sposato un mostro venuto dallo spazio (I Married a Monster from Outer Space, 1958) di Gene Fowler Jr. Le angosce dell'epoca della guerra fredda, con l'ossessione di essere spiati e la minaccia incombente di un conflitto nucleare, sono evidenti in numerosi film, nei quali la figura dell'extraterrestre tradisce la paura collettiva dell'invasione sovietica.
Il pericolo incombe perfino quando gli alieni giungono animati da buone intenzioni, come in Ultimatum alla Terra o in Cittadino dello spazio (This Island Earth, 1955) di Joseph M. Newman, prima vera e propria space opera cinematografica, o ancora ne I figli dello spazio (The Space Children, 1958), un'opera "minore" di Jack Arnold che però propone – in controtendenza col periodo – un messaggio pacifista che individua nei bambini la forza che potrà salvare il futuro dell'umanità. È proprio Jack Arnold – benché sconosciuto al di fuori del campo – uno dei maestri indiscussi della fantascienza del tempo; ancora nel 1958 viene realizzata la pellicola La morte viene dallo spazio, il primo film di fantascienza italiano, del regista Paolo Heusch e con la fotografia di Mario Bava. Dal 1953 alla fine del decennio firma la regia per molti di quelli che sono oggi considerati capolavori del genere, benché girati con mezzi limitati; ed è anche colui che – grazie alla padronanza acquisita nel linguaggio cinematografico – osa proporre nelle sue opere temi controcorrente per l'epoca, come le minoranze, i diversi e la tolleranza.
La minaccia può giungere dallo spazio anche a bordo di una meteora, come ne La meteora infernale (The Monolith Monsters, 1957) di John Sherwood e in Fluido mortale (The Blob, 1958) di Irvin S. Yeaworth Jr.
L'"alieno" non proviene necessariamente da un lontano pianeta, ma può essere ugualmente terrificante, come Il mostro della laguna nera (Creature from the Black Lagoon, 1954) di Jack Arnold, le formiche giganti cresciute a causa di un test atomico in Assalto alla Terra (Them!, 1954) di Gordon Douglas, o il dinosauro radioattivo sorto dai mari del Giappone Godzilla (Gojira, 1954) di Ishiro Honda, gli enormi ragni di Tarantola (Tarantula, 1955) di Jack Arnold, il polpo gigante che terrorizza le coste americane ne Il mostro dei mari (It Came from Beneath the Sea, 1955) di Robert Gordon, L'assalto dei granchi giganti (Attack of the Crab Monsters, 1956) di Roger Corman, o ancora l'uomo comune che viene ridotto a dimensioni sempre più microscopiche in Radiazioni BX: distruzione uomo (The Incredible Shrinking Man, 1957) di Jack Arnold e lo sfortunato scienziato rimasto vittima delle proprie ricerche ne L'esperimento del dottor K. (The Fly, 1958) di Kurt Neumann. Come già alla fine del decennio precedente, la scienza e la tecnologia provocano entusiasmi e speranze, ma anche molte diffidenze e paure, tanto che esperimenti scientifici finiti male possono generare mostri terribili. Nel film cecoslovacco La diabolica invenzione (Vynález skázy, 1958) di Karel Zeman, uno scienziato che ha inventato un esplosivo di inaudita potenza è tenuto prigioniero su un'isola e sarà costretto a farsi saltare in aria per non far cadere in mani sbagliate il risultato dei suoi studi.
Mondo senza fine (World Without End, 1956) di Edward Bernds è la prima pellicola a trattare i viaggi nel tempo e i paradossi spazio-temporali ed è anche il primo film di fantascienza distribuito in CinemaScope.
Non mancano infine le versioni hollywoodiane di "viaggi straordinari" dei romanzi di Verne, come Ventimila leghe sotto i mari (20,000 Leagues Under the Sea, 1954) di Richard Fleischer che materializza il sottomarino Nautilus del Capitano Nemo e Viaggio al centro della Terra (Journey to the Center of the Earth, 1959) di Henry Levin, una fantastica incursione nelle profondità del pianeta alla scoperta di un vero e proprio "mondo perduto". Nel 2000 non sorge il sole (1984) del 1956 di Michael Anderson è la prima opera cinematografica ispirata al romanzo distopico 1984 di George Orwell.

### Anni sessanta

Marcello Mastroianni ne La decima vittima (1965)

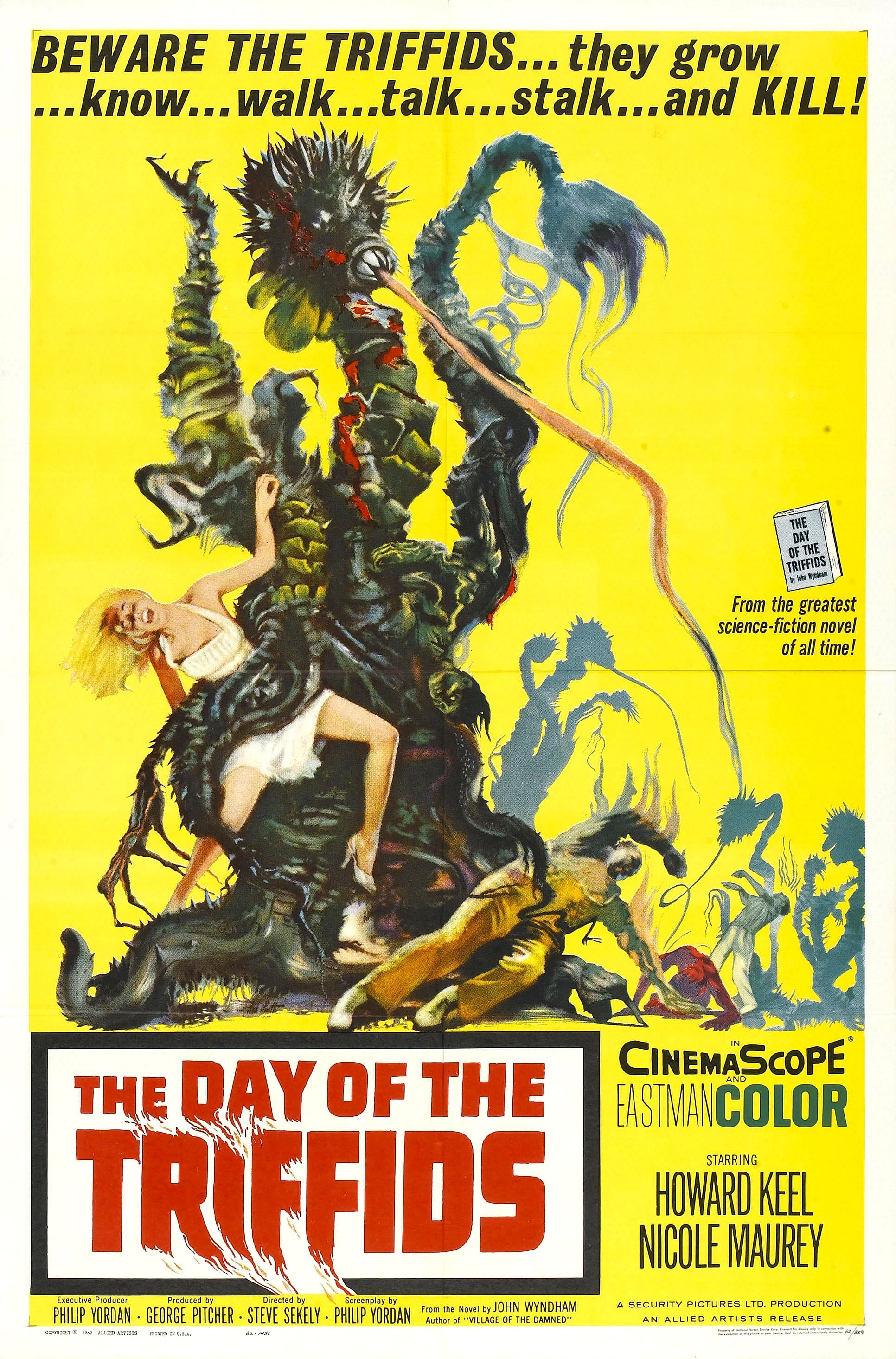
L'invasione dei mostri verdi o Il giorno dei Trifidi (The Day of the Triffids, 1963)

Nel corso degli anni sessanta la fantascienza, fino ad allora confinata nell'ambito di un cinema popolare, "basso", compie il salto di qualità e viene elevata a dignità d'arte da una serie di opere d'autore dagli esiti più o meno felici.
Per primi, gli autori francesi della Nouvelle Vague, a partire dal cortometraggio sperimentale La jetée (1962), di Chris Marker, cineasta d'avanguardia che nel narrare un'angosciosa vicenda di viaggi attraverso il tempo restituisce visivamente il tema del ricordo costruendo il film come un montaggio di soli fotogrammi fissi; il corto sarà tra l'altro fonte di ispirazione per Je t'aime, je t'aime - Anatomia di un suicidio del 1968 di Alain Resnais e molti anni dopo per L'esercito delle 12 scimmie (1995) di Terry Gilliam. Alla metà degli anni sessanta faranno la loro incursione nel genere i due più celebri rappresentanti del movimento: prima Jean-Luc Godard, con Agente Lemmy Caution: missione Alphaville (Alphaville, une étrange aventure de Lemmy Caution, 1965), raffinato divertissement che mescola una rivisitazione parodistica del cinema spionistico con una metafora anti-capitalistica densa di reminiscenze orwelliane, poi François Truffaut, che nel 1966 gira Fahrenheit 451, trasposizione dell'omonimo romanzo di Ray Bradbury. A questi si aggiungerà nel 1968 Roger Vadim con Barbarella, disinvolta commedia tratta dal fumetto omonimo, incentrata sulle avventure spaziali – anche erotiche – dell'avvenente protagonista femminile. Nel frattempo nella fantascienza letteraria – che rimane spesso la fonte d'ispirazione e l'elemento trainante – era nata la New Wave, una corrente ispirata proprio alla Nouvelle Vague che privilegia gli aspetti sociali e umanistici più che quelli tecnologici e scientifici, destinata ad avere una profonda influenza innovatrice sul genere fantascientifico, in cui introduce numerosi temi in precedenza lasciati al margine, primo tra tutti il sesso.
Efficaci e straordinarie per l'epoca le scene di accelerazione dello scorrere del tempo ne L'uomo che visse nel futuro (The Time Machine, 1960) di George Pal, un'escursione nel lontano futuro dell'umanità a bordo di una macchina del tempo rimasto tra i più celebri film tratti dai romanzi di H. G. Wells. L'inquietante Il villaggio dei dannati (Village of the Damned) di Wolf Rilla, dello stesso anno, ispirato a un romanzo di John Wyndham, narra di una invasione aliena attraverso dei bambini in un villaggio della campagna inglese, e ha avuto un seguito, La stirpe dei dannati (Children of the Damned, 1963) di Anton Leader. Altre minacce aliene ne L'invasione dei mostri verdi o Il giorno dei Trifidi (The Day of the Triffids, 1963) di Steve Sekely; e L'astronave degli esseri perduti (Quatermass and the Pit - Five Million Years to Earth, 1967) di Roy Ward Baker, dove la minaccia aliena viene incontrata addirittura sotto terra, durante gli scavi per la metropolitana di Londra.
Nel 1962 fa il suo esordio Agente 007 - Licenza di uccidere (Dr. No) di Terence Young, primo film di James Bond (la serie cinematografica più popolare del decennio) destinato ad aprire la strada, nella seconda metà degli anni sessanta, a un nutrito filone d'imitazione di film fanta-sponistici europei e italiani in particolare, più o meno tutti basati sullo stereotipo dell'agente segreto che, attorniato da immancabili belle donne, lotta contro scienziati pazzi e/o organizzazioni segrete che bramano di conquistare il mondo con fantascientifiche armi apocalittiche.

Terrore nello spazio (1965) di Mario Bava

La decima vittima (1965) di Elio Petri, tratto da un racconto di Robert Sheckley, è uno dei rari film italiani di fantascienza che esce dall'imitazione di serie B delle pellicole d'importazione. Altro film italiano degno di nota è Terrore nello spazio, un fanta-horror di Mario Bava dello stesso anno, che quasi quindici anni dopo avrebbe influenzato il film Alien (1979) di Ridley Scott.
Tra i film culto del periodo Viaggio allucinante (Fantastic Voyage, 1966) di Richard Fleischer, che grazie ai notevoli effetti speciali (premiati con l'Oscar) mostra per la prima volta un equipaggio di esseri umani – sottoposti a un processo di miniaturizzazione – viaggiare all'interno di un corpo umano vivente a bordo di una microscopica navetta-sonda.
Tra la fine degli anni sessanta e la prima metà degli anni settanta il cinema di fantascienza hollywoodiano trasforma il filone fantapolitico in una fantascienza sociologica con una forte componente simbolica, grazie sia all'influsso di opere di fantascienza di altre cinematografie sia all'affiorare di nuovi delicati temi politici e sociali. La narrativa fantascientifica – a partire dalle opere letterarie – è spesso utilizzata per trattare temi che in precedenza erano raramente affrontati nelle opere del genere. Molte opere narrano ora, in termini metaforici o con toni ironici e fiabeschi, utopie sociali di un ipotetico futuro, tutte destinate a trasformarsi in sistemi totalitari.

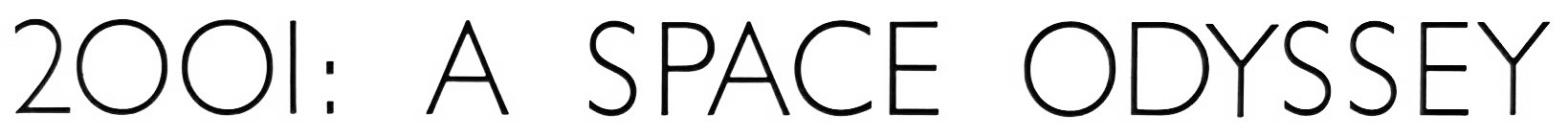
Logo di 2001: Odissea nello spazio (2001: A Space Odyssey, 1968) di Stanley Kubrick

Nel 1968 esce Il pianeta delle scimmie (Planet of the Apes) di Franklin J. Schaffner, tratto dall'omonimo romanzo di Pierre Boulle, film con cui il genere – finora confinato nel cinema americano nel "ghetto" dei film di serie B – viene "promosso" dallo studio system hollywoodiano al rango di produzione ad alto costo (nel cast star del calibro di Charlton Heston); ma al di là della sua natura di prodotto di consumo, il film ha comunque una forza inquietante e degli spunti satirici inusitati nel cinema fantascientifico popolare. Seguito da quattro sequel e da una serie televisiva, il film è divenuto col tempo un cult e uno dei classici del genere.
La vera svolta arriva con l'epocale 2001: Odissea nello spazio (2001: A Space Odyssey, 1968) di Stanley Kubrick (che si era già accostato al genere nel 1964 con l'agghiacciante satira fantapolitica Il dottor Stranamore). Odissea nello spazio – la pellicola fantascientifica più vista del decennio – diviene il film di fantascienza per eccellenza, capolavoro assoluto della storia del cinema, mito per generazioni di cinefili e cineasti, punto di riferimento della fantascienza successiva non solo per la puntigliosa descrizione di un possibile mondo futuro e per l'altissimo livello tecnico degli effetti speciali, ma soprattutto per l'impressionante potenza visionaria e per la perturbante, ambigua e ficcante riflessione filosofica sulla natura e il destino dell'umanità; un'opera che non dà risposte ma offre solo interrogativi, stimolando nello spettatore infinite riflessioni.

### Anni settanta

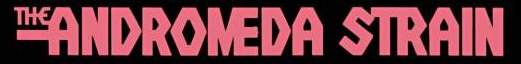
Logo del film Andromeda (The Andromeda Strain, 1970)

Il decennio si apre con una nutrita schiera di pellicole entrate nel culto, del filone apocalittico e postapocalittico, o comunque distopico: 2000: la fine dell'uomo (No Blade of Grass, 1970) di Cornel Wilde; 1975: Occhi bianchi sul pianeta Terra (The Omega Man), di Boris Sagal, tratto da un romanzo di Richard Matheson, in cui i pochi sopravvissuti a una misteriosa pestilenza si sono trasformati in vampiri, con l'unica eccezione del protagonista; Andromeda (The Andromeda Strain) di Robert Wise, in cui un organismo alieno minaccia la vita sulla Terra.
Ma una delle opere-simbolo dell'intero decennio è Arancia meccanica (A Clockwork Orange, 1971) di Stanley Kubrick, tratto dall'omonimo romanzo distopico scritto da Anthony Burgess nel 1962, che prefigura in uno scenario fantapolitico una società caratterizzata dall'esasperata e gratuita violenza giovanile e dal condizionamento del pensiero. Come molte altre pellicole del periodo, Arancia meccanica è permeato di nichilismo, derivante sia dalle matrici letterarie sia dai conflitti dell'epoca, con la guerra del Vietnam e la contestazione giovanile.
2022: i sopravvissuti (Soylent Green, 1973) di Richard Fleischer è invece un'amara riflessione sul tema globale della sovrappopolazione. Ancora dello stesso anno L'uomo che fuggì dal futuro (THX 1138), primo lungometraggio di George Lucas, mette in scena un futuro distopico di orwelliana memoria. Ne Il mondo dei robot (Westworld, 1973) di Michael Crichton, gli automi che popolano un parco di divertimento di lusso si ribellano uccidendo gli avventori umani.
Zardoz (1974) di John Boorman e La fuga di Logan (Logan's Run, 1976) di Michael Anderson sono entrambi ambientati in remoti futuri postapocalittici e incentrati sulla fuga da un mondo gestito da un supercomputer, grazie all'intrusione di un protagonista ribelle. Rollerball (1975) di Norman Jewison propone invece un futuro prossimo dominato dal potere dei mass media e dalla violenza in TV, mentre L'uomo che cadde sulla Terra (The Man Who Fell to Earth, 1976), di Nicolas Roeg, è la disperata parabola esistenziale di un extraterrestre imprigionato sulla Terra e in un'apparenza fisica non sua, narrata dal punto di vista dell'alieno.
Non mancano in questi anni opere satiriche di rilievo: del 1971 è la commedia di Woody Allen Il dormiglione (Sleeper). Altre pellicole brillanti del decennio sono Frankenstein Junior di Mel Brooks (1974), una rivisitazione comica dei vecchi film di Frankenstein, e lo psichedelico e trasgressivo The Rocky Horror Picture Show di Jim Sharman del 1975, una commedia musicale che rivisita a sua volta il mito di Frankenstein in un'allegoria a base di allusioni sessuali, musica rock e travestitismo. Dark Star di John Carpenter (1974) riprende in senso surreale e parodistico i temi di 2001: Odissea nello spazio.

Logo di Guerre stellari (1977)

Se i film di Andrej Tarkovskij Solaris (1972) e Stalker (1979) conquistano la critica, nel 1977 Guerre stellari di George Lucas e Incontri ravvicinati del terzo tipo di Steven Spielberg conquistano definitivamente un pubblico di massa che la fantascienza, in precedenza, non aveva avuto. In particolare il film di Spielberg di fatto riscrive le regole codificate del genere, che volevano l'alieno nei panni del mostruoso invasore, dandone una visione assai più benevola e "umanizzante". Il trionfo commerciale, inaspettato e senza precedenti, di Guerre stellari – il film più visto del decennio – segna invece il ritorno a una fantascienza più avventurosa e spensierata, spesso favolistica, più basata sulla perfezione e l'innovazione degli effetti speciali che sulla complessità di contenuti e trame, facendo tornare in auge l'epica della space opera che era ormai dimenticata dal cinema. Sulla scia del successo del capolavoro di Lucas vengono prodotti, tra gli altri, il primo film di Star Trek (Star Trek: The Motion Picture, 1979), per la regia di Robert Wise, e The Black Hole - Il buco nero (1979), la più dispendiosa produzione cinematografica della Disney.
Nel 1978 giunge Superman di Richard Donner, il primo importante film di supereroi, che si aggiudica il terzo posto tra i film di fantascienza più popolari degli anni settanta. Visioni assai meno rassicuranti vengono offerte allo spettatore nello stesso anno da Terrore dallo spazio profondo (Invasion of the Body Snatchers) di Philip Kaufman – un remake de L'invasione degli ultracorpi – e da Capricorn One di Peter Hyams, incentrato su un complotto governativo per inscenare una finta missione spaziale ingannando l'opinione pubblica.
Del 1979, Alien di Ridley Scott diviene un punto fermo nel filone fanta-horror, mentre Interceptor (Mad Max) di George Miller inaugura una fortunata serie di film postatomici girati in Australia. L'uomo venuto dall'impossibile (Time After Time) di Nicholas Meyer propone invece una vicenda avventurosa a base di viaggi nel tempo che si ispira alla Macchina di tempo di H. G. Wells per elaborare una storia originale di sapore steampunk.

### Anni ottanta

Logo del film E.T. l'extra-terrestre (1982)

Il genere di maggior successo del cinema degli anni ottanta è proprio la fantascienza, che può vantare le tre pellicole più viste del decennio, assieme a vari altri clamorosi successi e film di culto. La fantascienza cinematografica si è ormai svincolata da quella letteraria, tanto che i film di maggiore successo non sono più, tranne in pochi casi, adattamenti di romanzi ma storie originali scritte appositamente per il grande schermo. Negli Stati Uniti il cinema fantastico (comprendendo fantascienza, horror, fantasy, surreale) incamera nel 1982 quasi il 50% degli incassi (dieci anni prima, nel 1971, era solo il 5%).
Già sdoganata come genere di largo consumo da Guerre stellari nel 1977, negli anni ottanta la fantascienza viene sempre più frequentata dal cinema commerciale hollywoodiano ad alto costo; oltre agli altri due film della prima trilogia di Guerre stellari – L'Impero colpisce ancora (The Empire Strikes Back, 1980) di Irvin Kershner e Il ritorno dello Jedi (Return of the Jedi, 1983) di Richard Marquand – nel decennio viene prodotta una lunga serie di pellicole di intrattenimento all'interno delle quali si possono individuare vari filoni: la fantascienza ludica e spensierata di titoli come Flash Gordon (1980) di Mike Hodges, Ghostbusters - Acchiappafantasmi (1984) di Ivan Reitman, Explorers (1985) di Joe Dante e Ritorno al futuro (Back to the Future) di Robert Zemeckis; l'horror fantascientifico che, già componente fondamentale delle produzioni a basso costo degli anni cinquanta e rivitalizzato alla fine del decennio precedente da Alien (1979) di Ridley Scott, produce pellicole di culto come La cosa (The Thing, 1982) di John Carpenter e Aliens - Scontro finale (Aliens, 1986) di James Cameron, sequel del film di Scott.
La fantascienza tuttavia non si esprime solo come pura evasione fantastica. Circa 100 milioni di spettatori statunitensi assistono alla prima messa in onda del film per la televisione The Day After - Il giorno dopo del 1983 di Nicholas Meyer, che pochi anni prima della fine della guerra fredda mostra in modo assai realistico (benché probabilmente riduttivo) gli effetti di un ipotetico attacco nucleare sugli abitanti di una cittadina rurale del Kansas. Provocando grande scalpore nell'opinione pubblica, The Day After (distribuito al cinema in Italia nel 1984) fa concorrenza alle maggiori produzioni cinematografiche e riceve il più alto indice di gradimento mai conseguito da un film prodotto per la TV. Il film Wargames - Giochi di guerra (WarGames) di John Badham dello stesso anno tratta ancora della minaccia nucleare, con un hacker ragazzino che penetra nei computer della difesa rischiando di scatenare la terza guerra mondiale. Wargames non è solo un film critico sull'equilibrio del terrore atomico, ma anche una riflessione sull'intelligenza artificiale e la prima pellicola in cui gli hacker sono protagonisti.

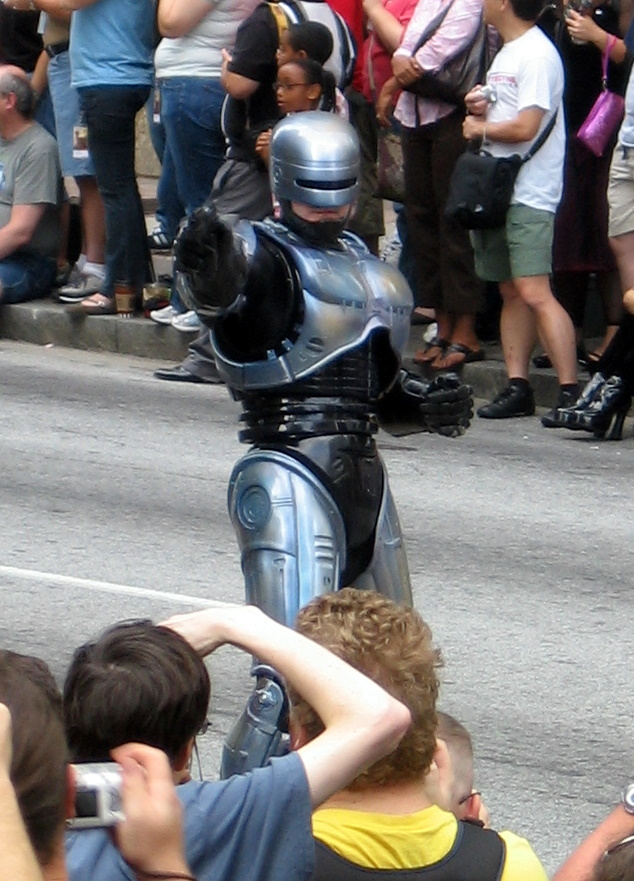
Il costume di RoboCop (1987)

Di grande rilievo dal punto di vista quantitativo – e in parte anche qualitativo – l'ibridazione, spesso di gusto spiccatamente fumettistico, tra la fantascienza e il cinema d'azione violenta, con film come 1997: Fuga da New York (Escape from New York, 1981), di John Carpenter, Terminator (The Terminator, 1984), di James Cameron, RoboCop (1987) di Paul Verhoeven, Predator (1987) di John McTiernan, e la prosecuzione del ciclo postapocalittico di Mad Max, di George Miller, che era iniziato nel 1979 con Interceptor e prosegue con Interceptor - Il guerriero della strada (Mad Max 2: The Road Warrior, 1981), concludendosi con Mad Max oltre la sfera del tuono (Mad Max Beyond Thunderdome, 1985). Passa invece un po' inosservato – malgrado la riuscita tecnica e la suspense – il film britannico Atmosfera zero (Outland, 1981) di Peter Hyams, un "western spaziale" la cui trama ricorda Mezzogiorno di fuoco.

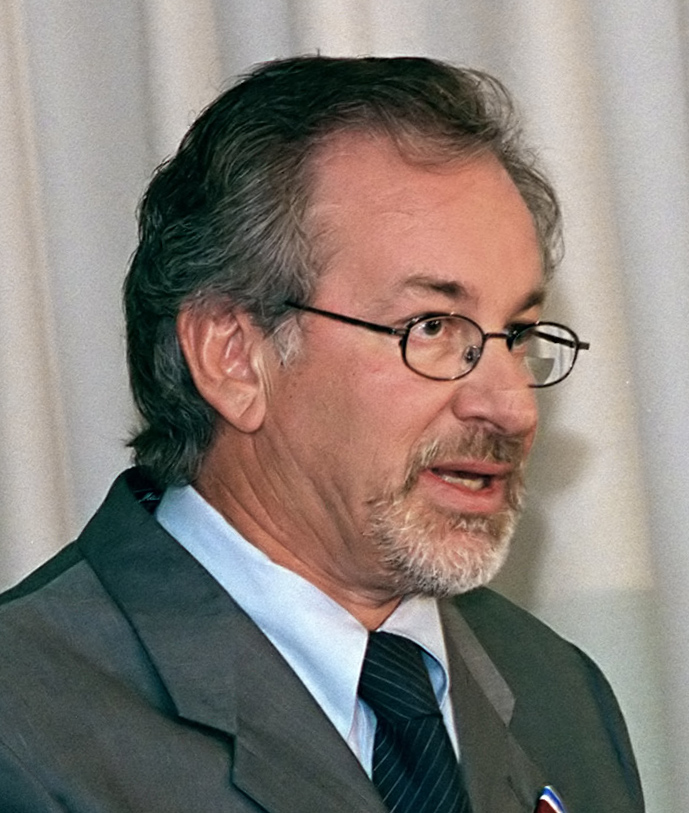
Steven Spielberg, regista di numerosi film fantascientifici tra i quali E.T. l'extra-terrestre

Tra i titoli epocali del decennio, immancabile E.T. l'extra-terrestre (E.T. the Extra-Terrestrial, 1982) di Steven Spielberg, il film di maggiore successo degli anni ottanta, ideale continuazione della fantascienza messianica e ottimista di Incontri ravvicinati del terzo tipo del 1977; il film propone un originale nuovo approccio alla fantascienza, sovrapponendo assai singolarmente l'elemento favolistico a quello fantascientifico. Alieni buoni si incontrano anche nel film Cocoon - L'energia dell'universo (Cocoon, 1985) di Ron Howard. Di minor risonanza, ma con temi simili, Il mio nemico (Enemy mine, del 1983) di Wolfgang Petersen, che riprende il tema dell'incontro tra razze auspicando un percorso di avvicinamento invece della xenofobia, tratto dal romanzo Mio caro nemico (Enemy mine, 1979) di Barry B. Longyear.
Il fattore che nel decennio acquisisce un peso sempre maggiore sul cinema fantascientifico d'intrattenimento sono gli effetti speciali, che conoscono un grande sviluppo tecnologico: nel 1982 col film La cosa di Carpenter, gli effetti speciali meccanici e prostetici hanno ormai raggiunto un altissimo grado di perfezione e nello stesso anno Tron di Steven Lisberger – primo film sulla realtà virtuale – sperimenta per la prima volta la grafica al computer, sfruttata anche per creare interamente una lunga sequenza di battaglie spaziali in Giochi stellari (The Last Starfighter, 1984) di Nick Castle, e che alla fine del decennio con The Abyss (1989) di James Cameron e Moontrap - Destinazione Terra mostrano già possibilità sbalorditive.
Se gli anni ottanta segnano il trionfo della fantascienza come genere di intrattenimento di massa, nondimeno nel corso del decennio vedono la luce anche opere d'autore di grande rilievo artistico, a cominciare dall'epocale Blade Runner (1982), di Ridley Scott, malinconico e struggente noir ambientato nella cornice altamente suggestiva di una Los Angeles del 2019 raffigurata con grande raffinatezza scenografica e luministica. Divenuta, dopo un iniziale insuccesso, un film culto imprescindibile, probabilmente uno dei maggiori della storia del cinema, la pellicola – liberamente ispirata a un romanzo di Philip K. Dick – è anche precorritrice nel cinema delle tematiche del nascente cyberpunk. Nel 1992 Ridley Scott ne proporrà un controverso director's cut privo della narrazione fuori campo e con un finale più pessimistico rispetto a quello, piuttosto consolatorio, imposto originariamente dalla produzione.
Tematiche spiccatamente cyberpunk si ripresentano anche in altri film, come il memorabile Videodrome (1983), di David Cronenberg, opera potente e allucinatoria, definita da Andy Warhol "l'Arancia meccanica degli anni ottanta", che esplora l'ampliamento dei limiti della percezione umana portato dalle nuove tecnologie e la pervasività della televisione; in Akira (アキラ, 1988) di Katsuhiro Ōtomo, tratto dal manga omonimo, e in Tetsuo (1989) di Shin'ya Tsukamoto, che immagina una repellente commistione tra carne umana e metallo. Degno di essere annoverato tra le vette del genere e non solo è il capolavoro fantastico Brazil (1985) di Terry Gilliam, grottesco e surreale apologo sull'oppressione del "sistema" che annulla ogni iniziativa personale e priva l'individuo dei suoi sogni imponendogli i propri finti valori, opera straordinaria per la lucida e spietata analisi delle aberrazioni della modernità, l'altissima suggestione figurativa surreale e la destabilizzante mescolanza di tragico e comico. Il film, da molti etichettato, in modo un po' banalizzante, come una rilettura in chiave grottesca del romanzo 1984 di George Orwell, pur rivelandosi inizialmente un insuccesso commerciale, diverrà col tempo un cult di nicchia per i cinefili di mezzo mondo e verrà annoverato come un "manifesto" del cinema postmoderno.
Ma d'altra parte, anche un film apparentemente solo di genere come 1997: Fuga da New York (1981) di John Carpenter aveva mostrato, sotto la scorza avventurosa, veleni politici visceralmente nichilisti e un discorso disincantato e pessimistico sulla fine del sogno americano, così come La cosa (1982), dello stesso regista, ricorreva ai meccanismi del thriller-horror per mettere in scena un'amara metafora del cinismo e dell'animalesco individualismo umano, come pure si vede ne La mosca (The Fly, 1986) di David Cronenberg.
Le commedie di ispirazione fantascientifica negli anni ottanta rivestono un ruolo importante al botteghino, con i primi due film della trilogia di Ritorno al futuro (Back to the Future) di Robert Zemeckis nel 1985 e 1989, Ghostbusters - Acchiappafantasmi (1984) di Ivan Reitman e il suo seguito del 1989, o ancora con Tesoro, mi si sono ristretti i ragazzi (Honey, I Shrunk the Kids, 1989) di Joe Johnston, prodotto dalla Walt Disney Pictures.
Una nota a parte merita Dune (1984) del visionario David Lynch, all'epoca una delle produzioni di fantascienza più spettacolari e dispendiose della storia del cinema e che, malgrado lo scarso successo nel mercato statunitense e le critiche per la trama troppo complicata, ha indubbi meriti sia sul piano visivo sia per essere stata la prima produzione cinematografica a portare sullo schermo – dopo vari tentativi falliti – il celebre e complesso romanzo di Frank Herbert.
Gli anni ottanta si chiudono col campione d'incassi Batman (1989) di Tim Burton, visionaria riproposizione del personaggio dei fumetti a 50 anni dalla sua prima apparizione, un successo che rivitalizza il filone dei supereroi dopo i seguiti di Superman via via scaduti nell'auto-parodia in stile camp (una sorte in cui tuttavia seguirà anche la serie di Batman, col terzo e quarto film affidati a Joel Schumacher).

### Anni novanta

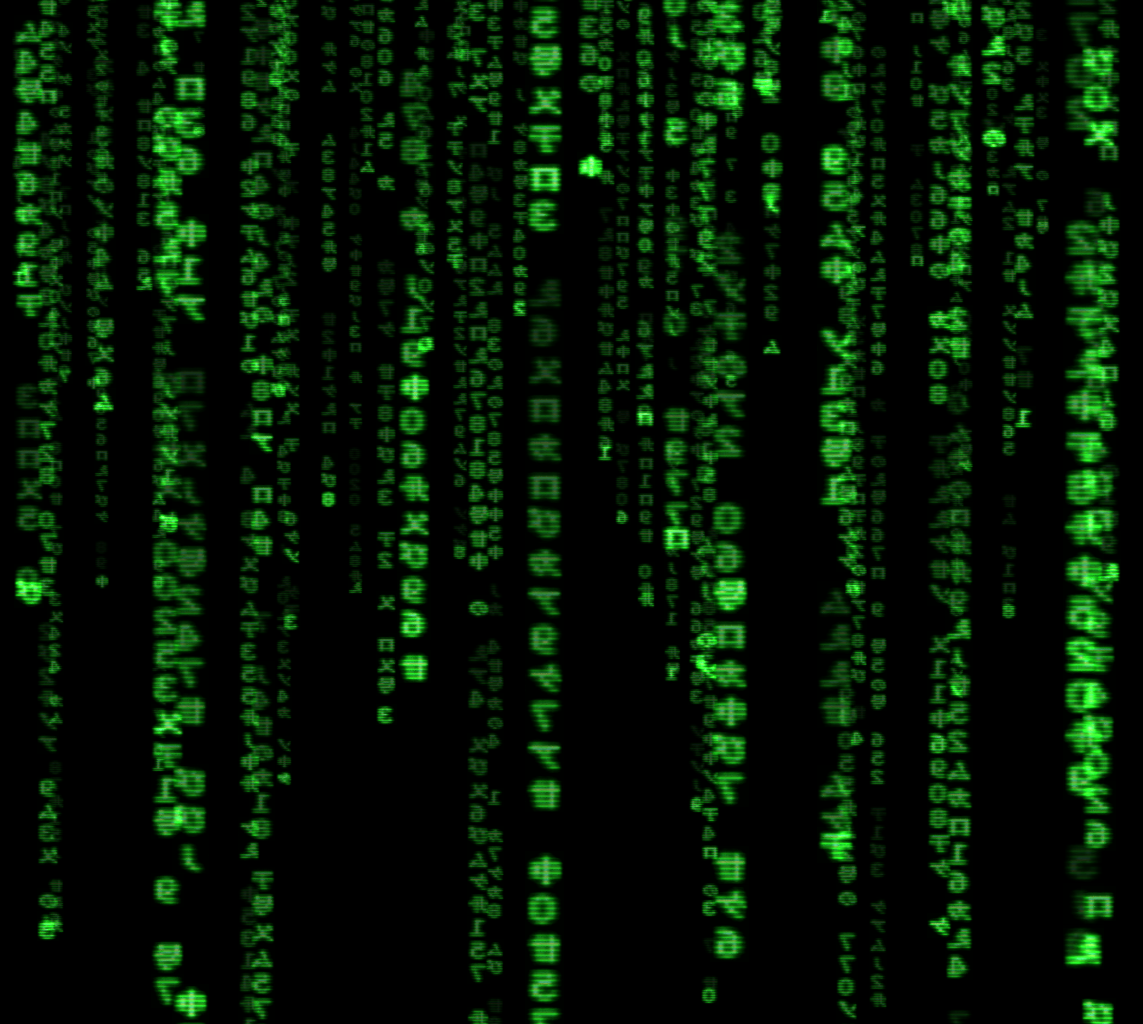
Matrix (1999)

Un dialogo al terminale in Matrix

Gli anni novanta segnano il trionfo degli effetti speciali, con le tecnologie digitali che giungono a piena maturità. Numerosi tra i maggiori incassi del decennio sono film di fantascienza: Star Wars: Episodio I - La minaccia fantasma (1999), Jurassic Park (1993) e Il mondo perduto - Jurassic Park (1997) di Steven Spielberg, Independence Day (1996) di Roland Emmerich, la commedia Men in Black (1997) di Barry Sonnenfeld, Armageddon - Giudizio finale (1996) di Michael Bay, Terminator 2 - Il giorno del giudizio (Terminator 2: Judgment Day, 1991) di James Cameron e Matrix (1999) dei fratelli Wachowski. Tra gli altri film fantascientifici di successo Batman - Il ritorno (1992) di Tim Burton, Godzilla (1998) di Emmerich, Il quinto elemento (Le cinquième élément, 1997) di Luc Besson (la pellicola più costosa mai prodotta in Europa all'epoca della sua uscita), Atto di forza (Total Recall, 1990) e Stargate (1994) ancora di Emmerich, che si conferma dunque uno dei principali registi di blockbuster degli anni novanta. Tra gli altri titoli, due film interpretati da Sylvester Stallone, Demolition Man (1993) e Dredd - La legge sono io (1995, tratto dall'omonimo fumetto), entrambi ambientati in un mondo futuristico, e Starship Troopers - Fanteria dello spazio (1997) di Paul Verhoeven, una space opera militare liberamente tratta dal celebre romanzo di Heinlein.
Trionfa un cinema che punta in ogni caso su ritmi veloci, azione e spettacolarità, tralasciando spesso contenuti o riflessioni che vadano oltre il puro intrattenimento e rifuggendo da ogni ambizione autoriale, con poche eccezioni, tra cui due film del 1991, Il pasto nudo (The Naked Lunch) di David Cronenberg, trasposizione del romanzo di William S. Burroughs, e Fino alla fine del mondo (Bis ans Ende der Welt) di Wim Wenders, un lunghissimo "road movie" denso di richiami ambientato in un futuro prossimo di fine decennio.
Malgrado questo escono, specialmente nella seconda metà del decennio, anche opere in grado di catturare l'attenzione della critica, come Strange Days (1995) di Kathryn Bigelow, noir postmoderno che viviseziona le angosce di fine millennio innestandovi una tematica voyeuristica messa in scena con virulenza visiva; L'esercito delle 12 scimmie (Twelve Monkeys, 1995), di Terry Gilliam, allucinata e visionaria narrazione "filosofica" sulle pulsioni autodistruttive dell'umanità ispirata al cortometraggio d'avanguardia La jetée (1962), del critico e cineasta nouvellevaguista Chris Marker; Gattaca - La porta dell'universo (1997) di Andrew Niccol, distopia densa di suggestioni huxleyane (Il mondo nuovo); The Truman Show (1998), di Peter Weir, parabola surreale sullo strapotere della TV e la spettacolarizzazione della realtà da parte dei media; ed eXistenZ (1999) di David Cronenberg, straniante e disturbante apologo sulla realtà virtuale.
Nirvana di Gabriele Salvatores del 1997 riesce solo in parte a interessare la critica (meno delle altre pellicole del regista italiano), ma diventa il film drammatico di fantascienza di maggior successo commerciale mai prodotto in Italia. È una storia permeata di temi cyberpunk, come lo sono anche – in modi molto diversi – numerose altre pellicole del decennio, come Ghost in the Shell (攻殻機動隊?, Kōkaku kidōtai, 1995) di Mamoru Oshii, tratto dall'omonimo manga di Masamune Shirow, rimasto come punto di riferimento dell'immaginario nipponico nel mondo, o il meno noto Azione mutante (Acción mutante, 1993), grottesco giallo satirico dello spagnolo Álex de la Iglesia.
Uno dei pochi ritorni agli scenari postatomici cari agli anni ottanta si ha con Waterworld di Kevin Reynolds, un kolossal del 1995 voluto e interpretato da Kevin Costner che, girato con un budget molto più ampio di quello inizialmente preventivato, viene ricordato soprattutto per essere diventato alla sua uscita il film più costoso mai prodotto. Costner tornerà sul tema post apocalittico con L'uomo del giorno dopo (The Postman, 1997), tratto da un romanzo di David Brin.
Dopo Alien³ di David Fincher del 1992, Alien - La clonazione (1997), di Jean-Pierre Jeunet, quarto capitolo della saga iniziata da Ridley Scott nel 1979, affronta il tema della clonazione. La farsa satirica Mars Attacks! (1996) di Tim Burton è invece una rivisitazione al contempo divertita e critica della fantascienza naïf anni cinquanta, messa in scena con umorismo caustico e surreale e soluzioni visive cartoonesche. Gli alieni e la loro ricerca attraverso il progetto SETI sono anche il pretesto del poetico e filosofico Contact (1997) di Robert Zemeckis, film nel quale il regista torna ad affrontare i temi a lui da sempre cari, come la natura del tempo, del ricordo e della verità. Da citare infine, per la cupa atmosfera e le scenografie, il visionario e kafkiano Dark City (1998) di Alex Proyas e la commedia Galaxy Quest (1999) di Dean Parisot, per la sua satira dei fandom fantascientifici alla Star Trek.
Alla fine del decennio riparte la saga di Guerre stellari di George Lucas – fuori dalle scene da oltre quindici anni – con Star Wars: Episodio I - La minaccia fantasma (Star Wars: Episode I – The Phantom Menace, 1999), primo capitolo di una nuova e attesa trilogia e pellicola di maggiore successo di pubblico degli anni novanta (ma non certo di critica).
Il film di fantascienza che rimane impresso nella memoria collettiva come icona dell'intero decennio è però un altro. Gli anni novanta si chiudono infatti con l'enorme e improvviso successo di Matrix (The Matrix, 1999) di Andy e Larry Wachowski, eclettica mescolanza di materiali attinti alle più disparate fonti cinematografiche, letterarie e filosofiche (i film di arti marziali di Hong Kong, la narrativa di Philip K. Dick, il cyberpunk, spiritualismo New Age, riferimenti biblici, fumetti), che riesce a combinare un'alta spettacolarità con riflessioni esistenziali. Le scene d'azione con le straordinarie coreografie dei combattimenti sono impreziosite dall'uso di tecniche innovative come bullet time, flow motion e big ralenty e l'intero film è caratterizzato da un montaggio serrato e frenetico, con spericolati raccordi tra le inquadrature. Divenuta in breve tempo un cult-movie e considerata uno dei principali film di fantascienza di tutti i tempi, la pellicola avrà una grande influenza anche al di fuori del genere. Le verranno dati due seguiti, Matrix Reloaded e Matrix Revolutions – girati in contemporanea e usciti entrambi nel 2003 - il cui successo al botteghino non è però accompagnato da quello della critica.

### Dagli anni duemila

Logo del film Avatar (2009)

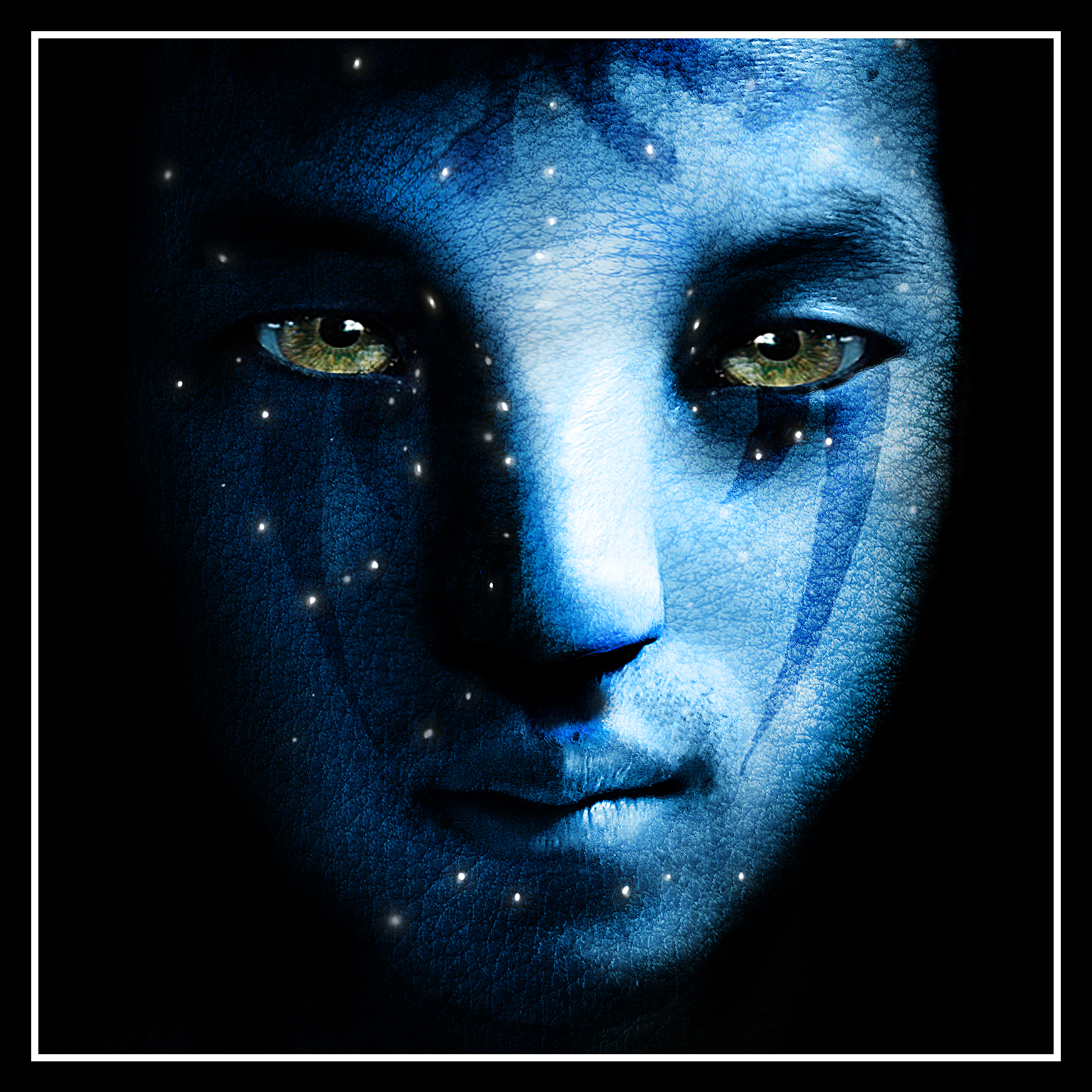
Un esponente del popolo Na'vi rappresentato in Avatar (2009)

Negli anni duemila la fantascienza è un genere ancora più popolare al cinema e può contare numerose pellicole di successo; nel 2010 i film fantascientifici, assieme a quelli fantastici e horror, rappresentano quasi il 90% degli incassi negli Stati Uniti.
Essendo la fantascienza un genere di anticipazione, non dovrebbe stupire che il nuovo millennio, almeno per il cinema di SF, fosse già iniziato nel 1999, con due fenomeni di tendenza: il successo di Matrix e i film di supereroi (per i quali si rimanda all'apposita sezione). A questi si aggiunge poi il cinema ispirato alle opere del visionario scrittore Philip K. Dick (a sua volta oggetto di una sezione in questa voce). Si configurano come operazioni di marketing che riutilizzano temi, personaggi e trame dal passato (dal fumetto il primo e il secondo, dalla narrativa il terzo).
Il titolo che ottiene maggiore successo è però Avatar (2009), un film girato in 3D diretto e prodotto da James Cameron: incassando in tutto il mondo oltre 2 923 milioni di dollari, diventa la pellicola di maggiore incasso nella storia del cinema (superando il precedente Titanic dello stesso regista). Il film di Cameron, pur essendo basato su una trama abbastanza convenzionale a sfondo ecologista, utilizza una nuova generazione di effetti speciali per ricreare un mondo – il vero protagonista del film – ed è tecnicamente impressionante, rilanciando il cinema tridimensionale: tutte le successive grandi produzioni adotteranno questa tecnologia per rendere più spettacolari le pellicole.
Fuori dagli schemi Donnie Darko (2001) di Richard Kelly e Mr. Nobody (2009) di Jaco Van Dormael, singolari miscele di temi filosofici, esoterici e fantascientifici, divenute dei film di culto, come anche il fantawestern Serenity (2008) di Joss Whedon (episodio finale della sua miniserie TV Firefly); pellicole che inizialmente escono quasi in sordina per conquistarsi solo in seguito una inattesa fama.
Ma le produzioni di Hollywood preferiscono puntare sul sicuro e – più che investire in nuove idee – tendono a sfruttare marchi ormai noti e consolidati. Vi è dunque una lunga serie di rifacimenti, sequel e reboot. Tra i remake di celebri classici del passato vi sono: Planet of the Apes - Il pianeta delle scimmie (Planet of the Apes, 2001) di Tim Burton; Solaris (2002) di Steven Soderbergh; The Time Machine (2002) di Simon Wells; La guerra dei mondi (War of the Worlds, 2005) di Steven Spielberg; Io sono leggenda (I Am Legend, 2007) di Francis Lawrence; Ultimatum alla Terra (The Day the Earth Stood Still, 2008) di Scott Derrickson. La cosa (The Thing, 2011) di Matthijs van Heijningen Jr. è un prequel dell'omonimo film diretto da John Carpenter nel 1982.
Godono di un buon successo i riavvii di serie che altrimenti erano ormai giunte a esaurimento: Batman Begins (2005) di Christopher Nolan; Superman Returns (2006) di Bryan Singer e soprattutto Star Trek (2009) di J.J. Abrams, che diviene il film di maggiore incasso delle dieci precedenti pellicole dedicate all'omonima serie televisiva ideata negli anni sessanta da Gene Roddenberry.
In questo periodo sono collocati anche vari sequel di pellicole di successo dei decenni precedenti: gli ultimi due episodi della seconda trilogia che George Lucas ha voluto dedicare a Guerre stellari, Star Wars: Episodio II - L'attacco dei cloni (2002) e Star Wars: Episodio III - La vendetta dei Sith (2005); il terzo e quarto film della serie di Terminator, Terminator 3 - Le macchine ribelli (Terminator 3: Rise of the Machines, 2003) di Jonathan Mostow e Terminator Salvation (2009) di McG; i due seguiti di Matrix, Matrix Reloaded e Matrix Revolutions di Andy e Larry Wachowski (2003); il terzo capitolo di Predator, Predators (2009) di Nimród Antal; Tron: Legacy (2010) di Joseph Kosinski. Non mancano i crossover, con Alien vs. Predator (2004) di Paul W. Anderson e Aliens vs. Predator 2 (2007) di Colin e Greg Strause.
Per venire alle storie originali, A.I. - Intelligenza artificiale (A.I. Artificial Intelligence, 2001) è la realizzazione di Steven Spielberg di un progetto lasciato incompiuto da Stanley Kubrick, sulla storia struggente un androide bambino capace di provare sentimenti; il film, pur avvalendosi di effetti speciali innovativi, non si è rivelato un blockbuster. Spielberg firma anche Minority Report l'anno successivo, liberamente tratto da un romanzo di Philip K. Dick. Io, robot (I, Robot, 2004) di Alex Proyas reinterpreta liberamente il tema dei robot senzienti e delle Tre leggi della robotica di Isaac Asimov al servizio di un film d'azione. Pitch Black (2000) di David Twohy diventa a sua volta un piccolo cult d'azione (tanto che nel 2004 ne viene girato, con più mezzi a disposizione, un seguito che si allarga verso la space opera, The Chronicles of Riddick).

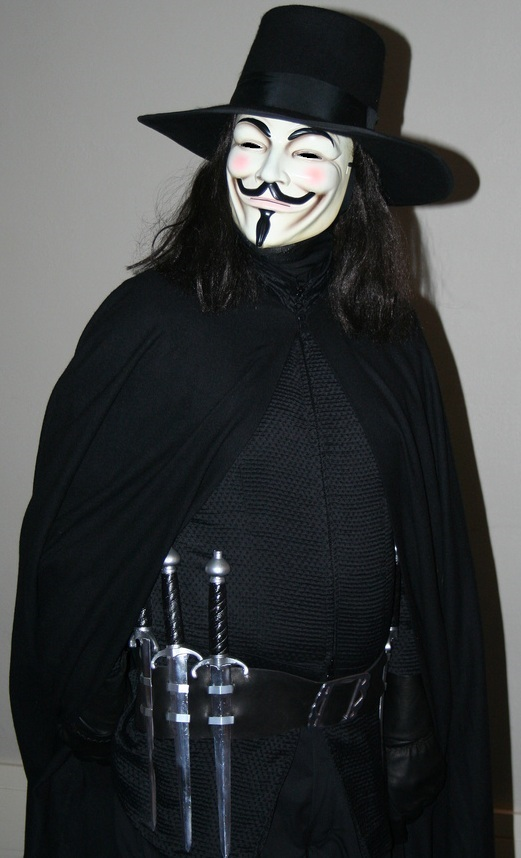
Il costume del protagonista di V per Vendetta (2005)

Equilibrium del 2002 di Kurt Wimmer è una storia ambientata in una società distopica del futuro che ha abolito la guerra e la violenza, con ovvie reminiscenze dell'orwelliano 1984 e soprattutto di Fahrenheit 451. Un'altra società distopica – non del futuro ma del presente prossimo – è narrata in V per Vendetta (V for Vendetta, 2005) di James McTeigue. Il film animato Final Fantasy (Final Fantasy: The Spirits Within, 2002) di Hironobu Sakaguchi e Moto Sakakibara, è il primo lungometraggio fotorealistico interamente generato in computer grafica e ha avuto il primato del film più costoso ispirato a un videogioco.
Il regista M. Night Shyamalan in Signs (2002) utilizza il tema classico dell'invasione aliena come puro pretesto per mettere in scena le reazioni emotive e le paure dell'individuo di fronte all'ignoto, esemplificate anche ed estremizzate in Pandorum - L'universo parallelo (Pandorum, 2009) di Christian Alvart, dove l'equipaggio di una missione per colonizzare un altro pianeta deve affrontare una sorta di pazzia che colpisce gli astronauti dei lunghi viaggi spaziali, portandoli a turbe ossessive e al delirio.

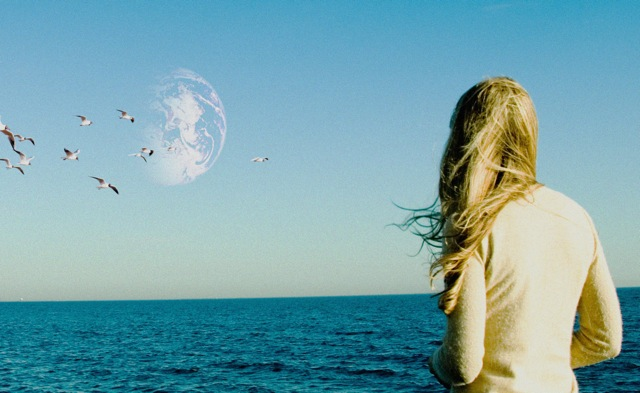
Another Earth (2011)

La leggenda degli uomini straordinari (The League of Extraordinary Gentlemen, 2003) di Stephen Norrington è un pastiche neo-vittoriano tratto dal fumetto steampunk che mette assieme una squadra composta dai personaggi dei classici della letteratura fantastico-avventurosa ottocentesca, dall'Uomo invisibile al Capitano Nemo con il Nautilus (analoga operazione – anche se meno riuscita – è quella di Van Helsing (2004) di Stephen Sommers).
Del 2005 è Guida galattica per autostoppisti (The Hitchhiker's Guide to the Galaxy) di Garth Jennings, primo tentativo di mettere sul grande schermo l'opera omonima dell'umorista britannico Douglas Adams. District 9 (2009) del sudafricano Neill Blomkamp è un film dall'inatteso successo che riesce nuovamente a utilizzare la fantascienza per trattare temi sociali importanti, in questo caso la xenofobia e la discriminazione razziale, rovesciando il tema classico dell'invasione aliena nel presentare alieni pacificamente immigrati sulla Terra dove vengono sfruttati dagli umani, in una coinvolgente metafora dell'Apartheid. Dello stesso regista anche Elysium del 2013 e Humandroid (Chappie) del 2015.
Benché dominato in larga parte dalla popolarità dei film di supereroi (a cui si aggiungono quelli ispirati ai Transformers), il periodo tra la fine degli anni duemila e l'inizio dei duemiladieci vede anche il notevole successo di Hunger Games (2012) di Gary Ross, ambientato in un futuro distopico postapocalittico e tratto dall'omonimo romanzo per adolescenti; dello stesso filone anche Maze Runner - Il labirinto (The Maze Runner) di Wes Ball e Divergent di Neil Burger, entrambi del 2014.
In un filone di avventura spaziale ambientata nel presente che ha per protagonisti astronauti della NASA perduti nello spazio rientrano i film di successo Gravity (2013) di Alfonso Cuarón e Sopravvissuto - The Martian di Ridley Scott (2015), oltre a Interstellar di Christopher Nolan del 2014 che si distingue per lo sforzo visionario.

#### Supereroi al cinema
All'interno del cinema fantastico-fantascientifico degli anni duemila il maggiore filone, per successo commerciale e numero di titoli, è senza dubbio quello del film di supereroi di diretta derivazione fumettistica. Il massiccio ingresso degli eroi in calzamaglia nel mondo della celluloide – o meglio il loro ritorno, dopo gli exploit di Superman nel 1978 e Batman nel 1989 – è favorito dalla piena maturità degli effetti speciali digitali, che permettono di rappresentare in modo assai spettacolare le situazioni in cui sono coinvolti i superpoteri dei fantastici personaggi.
Dopo gli eroi tratti dai fumetti della DC Comics nei decenni precedenti, è ora il turno di quelli della concorrente Marvel Comics: l'inizio del fenomeno che caratterizza il nuovo millennio si può collocare già nel 2000 con X-Men di Bryan Singer. Benché preceduto da altri titoli come Blade (1998), X-Men è il film che apre la strada al filone, per il suo considerevole successo e come impressionante dimostrazione dello stato dell'arte della tecnologia. Assieme al suo seguito X-Men 2 è considerato tra i più riusciti di questo filone. Hanno fatto seguito a stretto giro Spider-Man (2002) di Sam Raimi, che inaugura una delle serie più popolari al cinema, e Daredevil (2003), scritto e diretto da Mark Steven Johnson.
I tempi sono lontani dal Superman del 1978 e dai suoi seguiti degli anni ottanta: qui i personaggi sono più facilmente dei reietti e degli emarginati, alle prese con una società che non solo non li inneggia come eroi, ma che teme la minaccia rappresentata dalla loro diversità, come nel caso dei mutanti di X-Men, che grazie ai loro straordinari poteri minacciano di soppiantare l'"ordinario" Homo sapiens.
Il fenomeno dei supereroi al cinema, che già poteva apparire inflazionato, viene messo in momentanea crisi dal successo inferiore alle aspettative del film Hulk di Ang Lee del 2003, ma riesce ben presto a riprendersi.

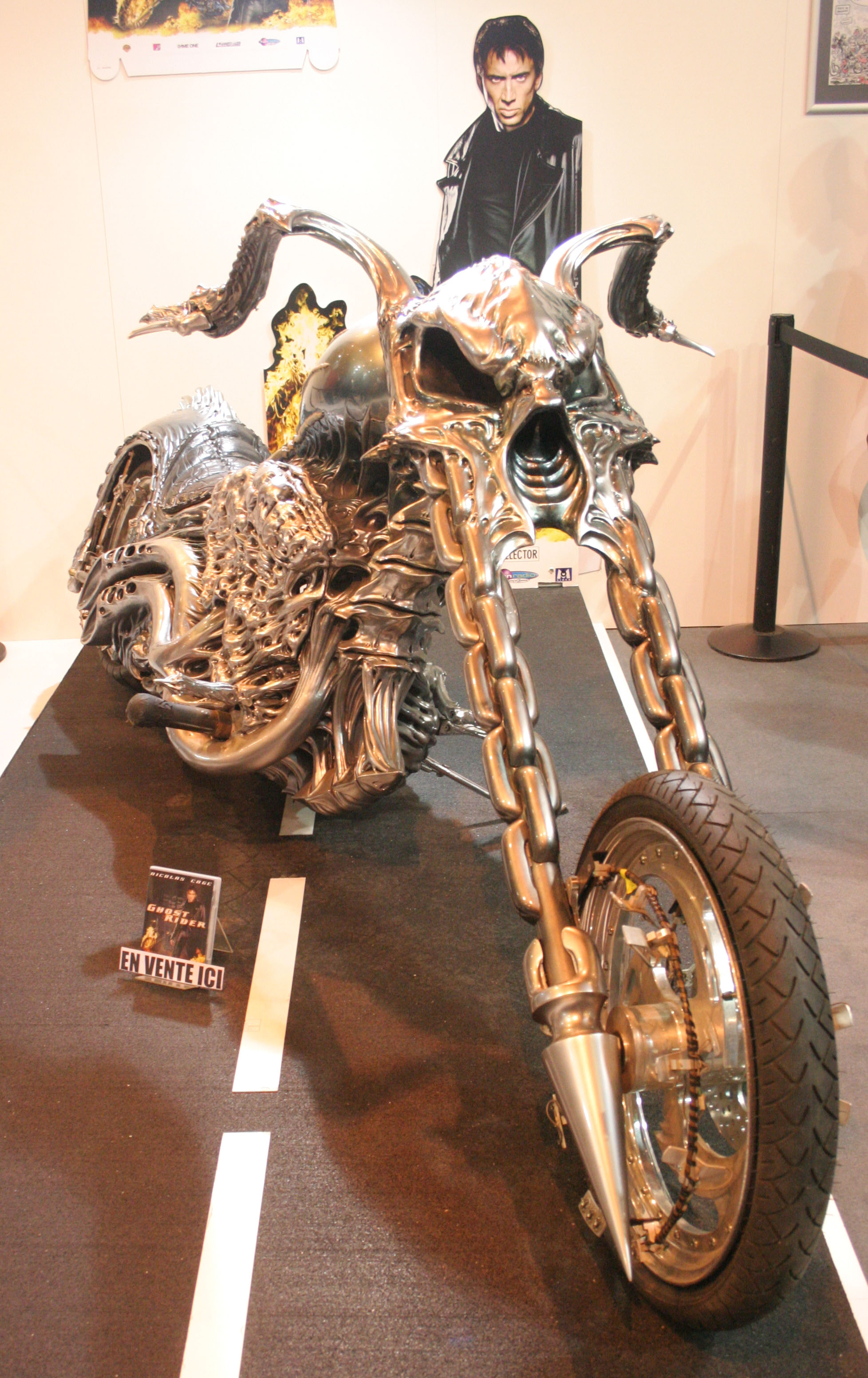
La moto di Ghost Rider (2007)

Negli anni successivi continuano a riscuotere buon successo i sequel, tra cui Spider-Man 2 (2004) e Spider-Man 3 (2007) sempre per la regia di Sam Raimi, e X-Men - Conflitto finale (X-Men: The Last Stand, 2006) di Brett Ratner. Entrano in campo anche I Fantastici 4 (Fantastic Four, 2005) di Tim Story, con il seguito I Fantastici 4 e Silver Surfer (Fantastic Four: Rise of the Silver Surfer, 2007). A testimonianza della presa sul pubblico di questo genere di film, si provano analoghe operazioni anche con altri personaggi relativamente meno noti dell'universo Marvel come The Punisher (2004) e Ghost Rider (2007).
Vista la popolarità del filone, nella seconda metà del decennio viene deciso un riavvio delle due famose serie cinematografiche della DC che erano giunte a esaurimento da molti anni, quelle di Batman e Superman: ecco dunque Batman Begins (2005) di Christopher Nolan e Superman Returns (2006) di Bryan Singer. Anche il gigante verde Hulk, dopo lo scarso successo del film del 2003, riparte da zero con L'incredibile Hulk (2008) diretto da Louis Leterrier, ma come il precedente gli incassi rimangono inferiori alle attese.
Hancock (2008) di Peter Berg è invece una storia originale non priva di ironia, un raro caso in questo filone dominato invece da personaggi tratti dai fumetti; il protagonista è un superuomo di colore che ha perso la memoria e si aggira come un solitario barbone alcolizzato per una Los Angeles che non lo ama affatto. Hancock è il personaggio originale di maggiore successo del filone, dopo la parodia Gli Incredibili - Una "normale" famiglia di supereroi (The Incredibles), un film d'animazione del 2004 diretto da Brad Bird che è anche la commedia di supereroi più popolare. A parodiare il filone vi sono un buon numero di altre commedie, seppure di minore successo, come La mia super ex-ragazza (My Super Ex-Girlfriend, 2006) di Ivan Reitman e Sky High - Scuola di superpoteri (2005) di Mike Mitchell, ambientata in un mondo dove i supereroi (e i supercattivi) sono all'ordine del giorno, e dove i giovani dotati di superpoteri frequentano una scuola speciale, dove dopo una selezione iniziale vengono smistati nelle classi di eroi o di "spalla".
Nel 2008 esce anche Iron Man diretto da Jon Favreau, che avrà il suo seguito Iron Man 2 nel 2010 con lo stesso regista; Iron Man e L'incredibile Hulk sono solo i primi passi di un progetto più ampio, un team-up in cui compariranno fianco a fianco numerosi eroi della Marvel in azione: The Avengers del 2012 (scritto e diretto da Joss Whedon), ispirato ai fumetti di uno dei "supergruppi" più famosi di tutti i tempi, i Vendicatori. In vista di questo obiettivo finale vengono distribuiti nel 2011 anche Thor per la regia di Kenneth Branagh e Captain America - Il primo Vendicatore (Captain America: The First Avenger), diretto da Joe Johnston, il più grosso film sul classico supereroe americano a stelle e strisce, che aveva già esordito nel cinema in un serial del 1944.
L'acquisizione della Marvel da parte della Disney alla fine del 2009 segna un indiretto riconoscimento del potenziale cinematografico dei supereroi dei fumetti. I film del Marvel Cinematic Universe, prodotti a partire dal 2007, come nei fumetti, condividono l'ambientazione e alcuni personaggi, nonché alcuni elementi della trama che fanno da filo conduttore tra di essi.
Nel frattempo nel 2009 altri film avevano visto come protagonista uno o più supereroi, sequel o meno di pellicole precedenti: X-Men le origini - Wolverine, Punisher - Zona di guerra e Watchmen. L'ultimo in particolare si distingue per il cinismo e la crudezza della trama, tratta da un celebre graphic novel degli anni ottanta che rientra a buon diritto nelle opere di "decostruzione" del mito del supereroe americano: qui gli eroi in calzamaglia non sono "cuori puri" ma esseri umani con molte debolezze, o addirittura degli psicopatici spesso sfruttati dal governo a fini politico-militari. Pur avendo riscosso un successo inferiore alle aspettative e malgrado alcune scelte della trama più convenzionali rispetto al fumetto, Watchmen rimane una delle pellicole più originali del filone, assieme a V per Vendetta (V for Vendetta, 2005) di James McTeigue, a sua volta tratto da un fumetto d'autore degli anni ottanta, ambientato in un'Inghilterra distopica dominata da un regime totalitario. Un altro film che esce dagli schemi è Kick-Ass (2011), una commedia abbastanza lontana dai canoni della Marvel e della DC; la storia è quella di un comune adolescente che ispirato dai fumetti vuole diventare un vero supereroe in un mondo "normale" in cui tali eroi non esistono. Pur avendo generato qualche polemica per il linguaggio scurrile e le scene di violenza da parte di minori, il film è stato bene accolto da critica e pubblico divenendo un piccolo cult.
Il cavaliere oscuro (The Dark Knight, 2008), diretto da Christopher Nolan come seguito di Batman Begins, riscuote alla sua uscita un successo senza precedenti, divenendo il film di supereroi di maggiori incassi; al contrario il successivo film su un eroe della DC, Lanterna Verde (Green Lantern, 2011) di Martin Campbell, flop di critica e pubblico, recupera poco più della metà degli ingenti costi di produzione.
The Avengers diviene alla sua uscita nel 2012 il film di maggior successo di un film ispirato ai fumetti, superando i 1 519 milioni di dollari di incasso, seguito dal Cavaliere oscuro e dai film dell'Uomo Ragno. Da quel momento in poi il Marvel Cinematic Universe diventa l'universo narrativo più apprezzato dalla critica e dal pubblico: molti dei suoi film hanno superato il miliardo di incasso al botteghino, con Avengers: Endgame, in particolare, diventato nel 2019 il lungometraggio che più ha guadagnato al botteghino americano, superando Avatar.

#### L'influenza di Philip Dick
Un altro elemento del cinema fantastico agli inizi del nuovo millennio sono le numerose versioni cinematografiche tratte da opere del romanziere fantascientifico Philip K. Dick, che a partire dagli anni novanta era stato progressivamente riscoperto dal grande pubblico e dalla critica come uno dei più importanti scrittori americani "tout court" del XX secolo.
Dick era a suo tempo divenuto noto al più vasto pubblico proprio grazie al capolavoro filmico di Ridley Scott Blade Runner (1982), che pure lo scrittore non era riuscito a vedere nelle sale a causa della sua prematura scomparsa. Negli anni novanta c'era stato il successo di Atto di forza (1990) e il meno noto Screamers - Urla dallo spazio del 1995. Trasposizioni come il film Minority Report (2002) di Steven Spielberg e il meno riuscito Paycheck (2003), malgrado i notevoli spunti, privilegiano soprattutto l'azione e gli effetti speciali e non sembrano conservare granché dell'originale carica visionaria, critica, eversiva e un po' profetica di Dick.
Un tentativo più ambizioso è costituito da A Scanner Darkly - Un oscuro scrutare (2006), adattamento del libro Un oscuro scrutare (A Scanner Darkly), realizzato con la tecnica del rotoscope da Richard Linklater e interpretato da star quali Keanu Reeves, Winona Ryder e Robert Downey Jr..
Next del 2007 di Lee Tamahori è a sua volta tratto da un racconto di Dick, come pure I guardiani del destino (The Adjustment Bureau, 2011), diretto da George Nolfi.
Idee, temi e spunti (e talvolta espliciti riferimenti) che rimandano alle opere di Philip K. Dick si possono però rintracciare in numerosi altri film tra la fine degli anni novanta e gli anni duemila, tra i quali The Truman Show, Dark City, Matrix, eXistenZ, Waking Life, Apri gli occhi/Vanilla Sky e altri ancora.

## Cinema di fantascienza in Italia

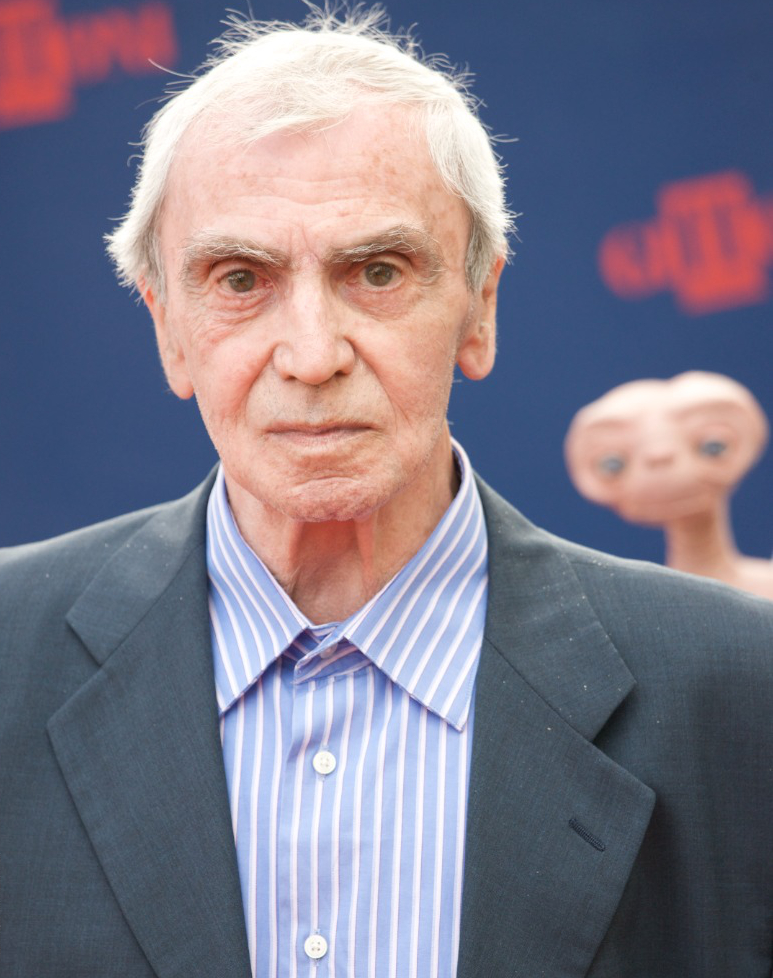
Il creatore di effetti speciali tre volte premio Oscar Carlo Rambaldi (Giffoni Film Festival 2010)

2019 - Dopo la caduta di New York di Sergio Martino (1983)

Il cinema italiano di genere fantascientifico è andato per lo più al traino delle produzioni hollywoodiane, ma con molti meno mezzi a disposizione. La maggior parte delle pellicole sono pertanto film a basso costo girati in fretta a imitazione di questo o quel successo americano, specie negli anni sessanta e ottanta quando vi fu la maggiore produzione di film di questo genere a Cinecittà. Molto frequenti le contaminazioni con altri generi, anzitutto con l'horror e la commedia. Non mancano tuttavia eccezioni di una certa qualità, in particolare nel filone più legato alla fantascienza sociologica prodotto dalla fine degli anni sessanta a buona parte degli anni settanta, con film di satira sociale talora graffiante, in grado di fornire alcuni contributi originali al genere. Vari registi italiani del "cinema d'autore" si sono cimentati, seppure episodicamente, con la fantascienza.
Dovendo stabilire una data precisa per la nascita della fantascienza italiana, molti indicano il 1958, anno in cui esce La morte viene dallo spazio, un film girato da Paolo Heusch che racconta la minaccia al pianeta Terra di una pioggia di asteroidi. È la prima pellicola italiana di genere non farsesca. Siamo nella seconda metà degli anni cinquanta, un periodo di grande crescita della science fiction al cinema, e Heusch si inserisce in un filone di chiara origine statunitense; fotografia ed effetti speciali sono di Mario Bava.
Già in precedenza vi erano state commedie fantastico-fantascientifiche, a partire da Un matrimonio interplanetario (1920) di Yambo, tra le quali Mille chilometri al minuto! (1939), una farsesca escursione nel fantastico di Mario Mattoli – uno dei primi voli verso il pianeta Marte, che però s'interrompe quasi sul nascere – o Baracca e burattini del 1954 per la regia di Sergio Corbucci.
Di una certa rilevanza la tetralogia della stazione spaziale "Gamma 1" diretta da Antonio Margheriti del 1965. Proprio Margheriti (sempre sotto lo pseudonimo di Anthony M. Dawson) è stato uno dei registi italiani che si sono maggiormente distinti nel genere fantascientifico, assieme a Mario Bava nel fanta-horror.
Tra i film di fantascienza girati in Italia più noti e che hanno ottenuto un buon successo quantomeno a livello nazionale va ricordato Nirvana, cyberpunk del 1997 di Gabriele Salvatores, che costituisce il maggiore successo commerciale (anche se non di critica) del regista e il film drammatico di fantascienza prodotto in Italia ad avere incassato di più. La più costosa produzione fantascientifica è stato invece un dimenticato kolossal per la TV nazionale, lo sceneggiato televisivo L'isola del tesoro (1987), una trasposizione nel futuro del romanzo di Stevenson ambientata nello spazio, girata da Margheriti per la Rai su progetto di Renato Castellani.

## Temi ed elementi tipici
La fantascienza come genere non è facilmente riconducibile a confini precisi e ben definiti: i suoi temi ricorrenti – come l'anticipazione di una tecnologia futura, il contatto con forme di vita di altri pianeti, il viaggio nello spazio o nel tempo – si mescolano spesso a elementi attinti da altri generi, tra i quali anzitutto l'orrore, dando origine a opere ibride: creature come quella di Frankenstein o di Tarantola appartengono tanto al cinema horror quanto a quello fantascientifico. Dal momento che – come sostiene James Gunn – gli elementi caratteristici della fantascienza possono verificarsi in qualsiasi ambiente, la science fiction ben si presta in generale alla contaminazione con altri generi.
Ciò che rende complesso questo genere è in special modo la sua capacità di ricercare, non di rado, un messaggio filosofico o politico: le opere di fantascienza sono state spesso utilizzate per esplorare delicati temi sociali e politici – come il pacifismo, la guerra fredda, la paura del futuro e del diverso – in periodi storici attraversati da crisi morali, proiettando sullo schermo le paure e le speranze del pubblico.

### Prodotti e deformazioni della scienza

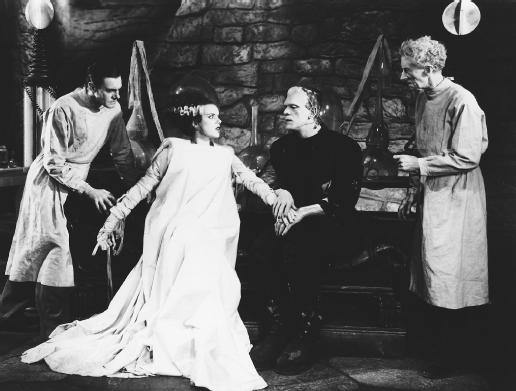
Un fotogramma de La moglie di Frankenstein (1935)

Uno dei principali temi ricorrenti del cinema fantascientifico è l'uso indiscriminato e pericoloso di scoperte scientifiche e invenzioni tecnologiche. Questo soggetto è spesso esemplificato dal personaggio del mostro che semina il terrore, generato da esperimenti fuori controllo, o ancora dalla figura – ben presto stereotipata – dello scienziato pazzo, il tipico artefice di questi esperimenti.
Una ricerca del 2005 su 1 000 film dell'orrore distribuiti nel Regno Unito tra gli anni trenta e gli anni ottanta ha rilevato che gli scienziati pazzi e le loro creazioni hanno rappresentato il 30% degli antagonisti nei film; la ricerca scientifica ha prodotto il 39% dei "cattivi"; gli scienziati, all'opposto, hanno rappresentato gli eroi solo nell'11% dei casi.
Tra i numerosissimi esempi, si possono citare le serie dei film di Frankenstein o dell'uomo invisibile di James Whale, o ancora le numerose trasposizioni per il grande schermo del romanzo di Robert Louis Stevenson Lo strano caso del dottor Jekyll e del signor Hyde. In Dr. Cyclops (1940) un folle scienziato conduce esperimenti miniaturizzando degli esseri viventi; in Radiazioni BX: distruzione uomo (The Incredible Shrinking Man, 1957) di Jack Arnold un uomo comune che viene ridotto a dimensioni microscopiche, tanto da dover combattere contro gli insetti per sopravvivere; ne L'esperimento del dottor K. (The Fly, 1958) di Kurt Neumann uno scienziato rimane vittima del suo stesso esperimento, diventando un orribile ibrido tra uomo e mosca; un remake del film è La mosca (The Fly, 1986) di David Cronenberg.

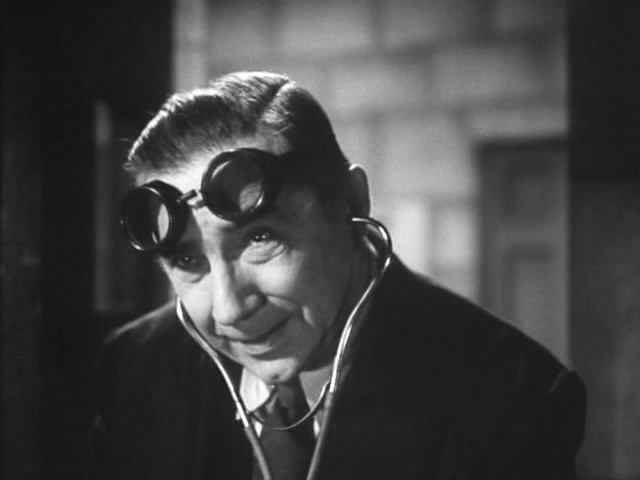
Bela Lugosi nelle vesti di scienziato pazzo in Notti di terrore (The Devil Bat, 1940)

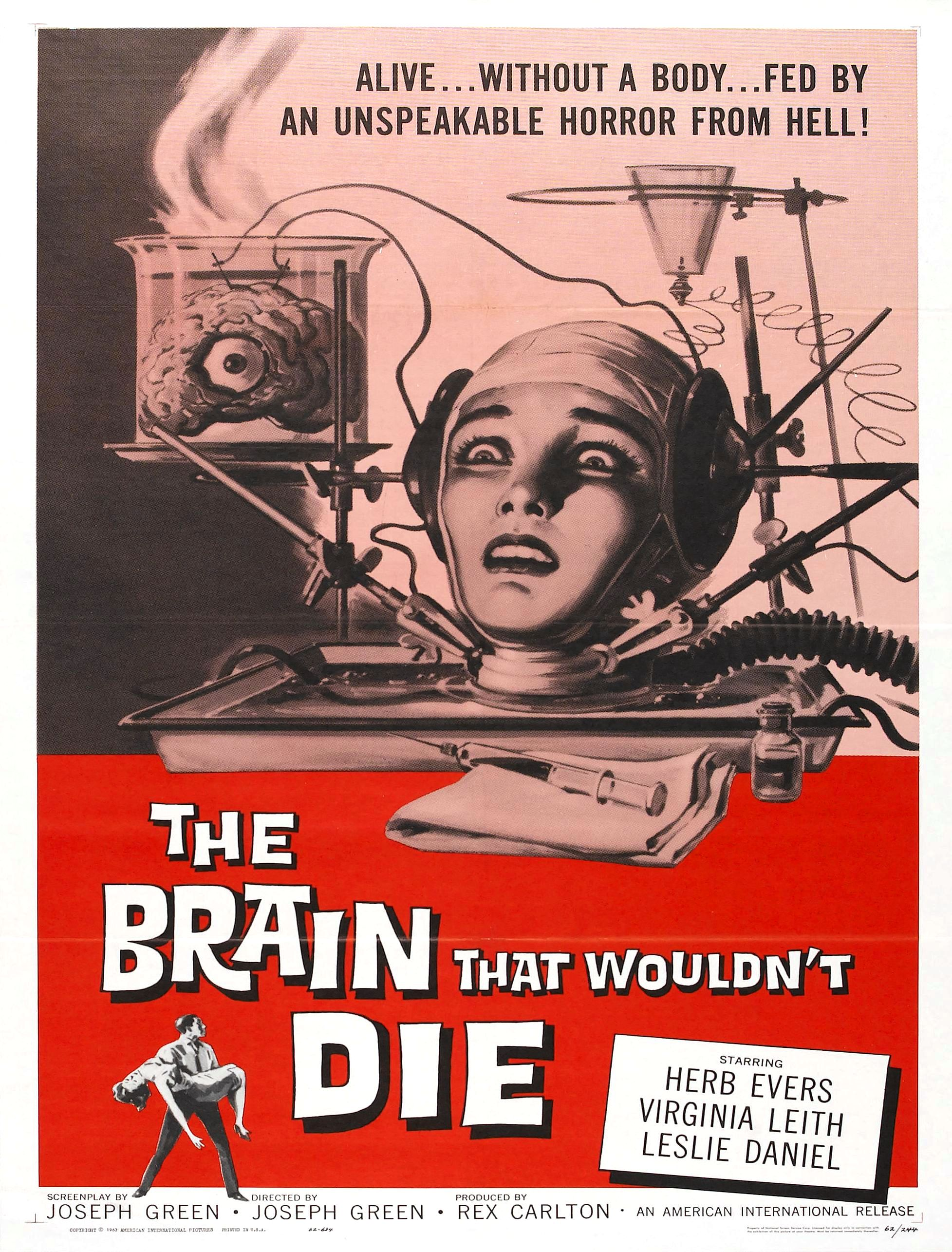
Il cervello che non voleva morire (1962)

L'archetipo dello scienziato pazzo venne introdotto nel cinema con il film del 1927 Metropolis, diretto dal regista espressionista austriaco Fritz Lang, con il personaggio di Rotwang, il genio maligno le cui macchine danno vita alla città distopica che dà il titolo alla pellicola. L'impressione essenzialmente benigna e progressista della scienza nella mente del pubblico tuttavia rimase immutata fino alla fine degli anni trenta, esemplificata dall'ottimistica esposizione "Century of Progress" ("secolo del progresso") di Chicago nel 1933 e nell'Esposizione universale "Building the World of Tomorrow" ("Costruire il mondo di domani") di New York nel 1939, per iniziare a incrinarsi dopo la prima guerra mondiale, quando la guerra chimica e l'aeroplano erano diventate le nuove terribili armi.
Nel periodo che seguì la seconda guerra mondiale, con la rivelazione dei sadici esperimenti nazisti su esseri umani e l'invenzione delle armi nucleari, gli scienziati pazzi ebbero la loro primavera nella cultura di massa. Con l'equilibrio del terrore durante la guerra fredda, la consapevolezza che usando la scienza si sarebbe potuto distruggere il mondo finì per ancorarsi saldamente nella coscienza collettiva. Il film Il dottor Stranamore - Ovvero: come ho imparato a non preoccuparmi e ad amare la bomba, nel quale Peter Sellers recita la parte del folle dottor Stranamore, è una efficace espressione di questa paura del potere della scienza, o del cattivo uso di tale potere.
Dopo il bombardamento atomico di Hiroshima e Nagasaki l'elettricità – che era stata vista dal pubblico incolto dei decenni precedenti come una forza quasi mistica con proprietà caotiche e imprevedibili – fu rimpiazzata nelle ansie del pubblico dalle radiazioni, che divennero il nuovo straordinario mezzo per creare, ingrandire o deformare la vita (come nel caso del mostro Godzilla, sorto dai mari del Giappone per la contaminazione dovuta a esperimenti nucleari).
Nel dopoguerra l'obiettivo degli scienziati pazzi divenne spesso il dominio o la distruzione del mondo attraverso la creazione di un'arma finale come un ordigno dell'apocalisse, in grado di distruggere il pianeta o quantomeno porre fine alla civiltà. Man mano che il livello tecnologico e quello di istruzione del pubblico crescevano, tra gli anni ottanta e novanta entrarono in scena l'ingegneria genetica e l'intelligenza artificiale come potenziali minacce.

### Viaggi nello spazio e incontri con alieni

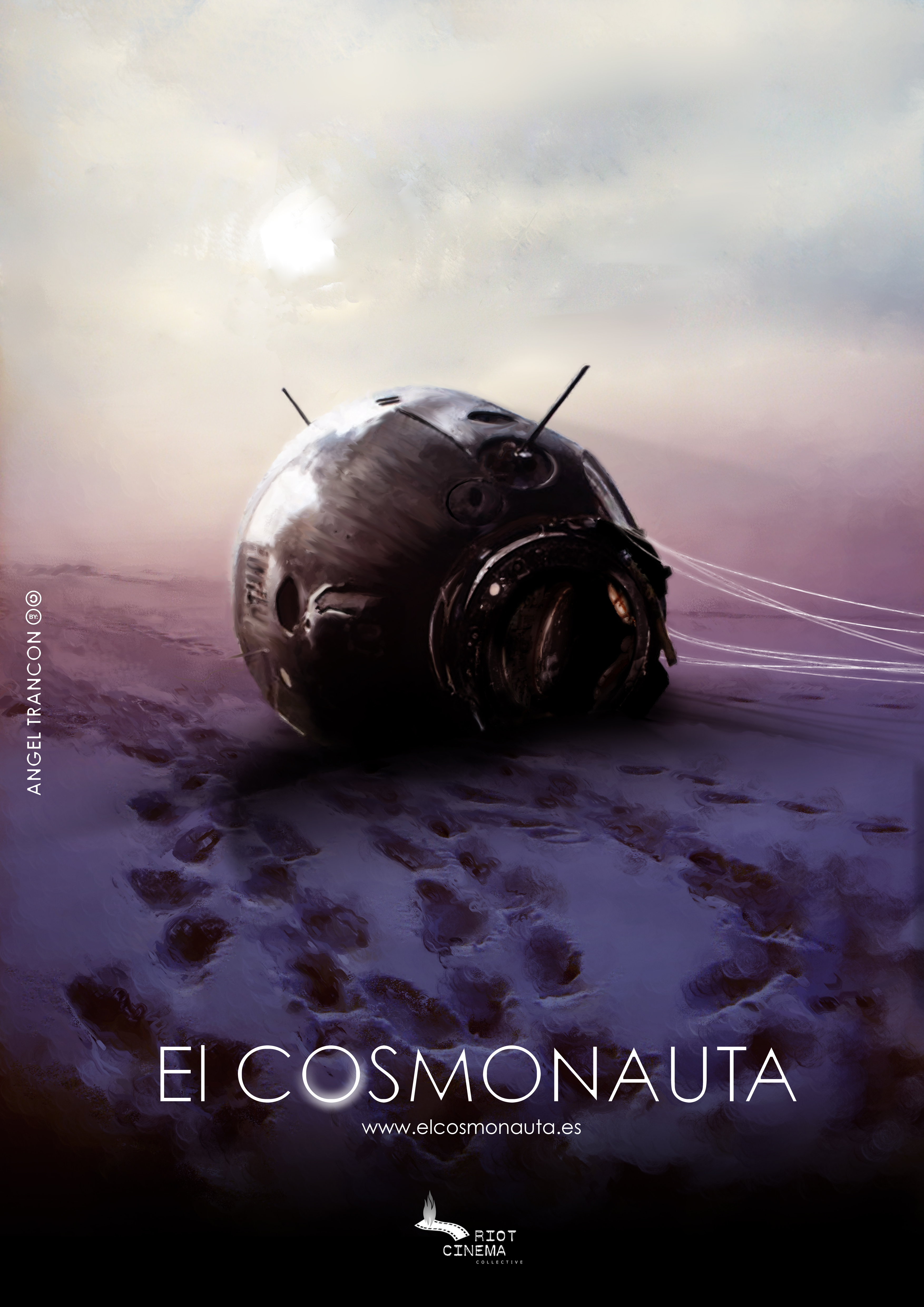
Locandina del film El cosmonauta (2011)

L'idea di poter viaggiare nello spazio, andare su altri pianeti e incontrare abitatori di altri mondi ha affascinato il grande pubblico ben prima che la tecnologia rendesse possibile il viaggio stesso ed è uno dei temi più popolari del cinema fantascientifico. Non a caso, la prima pellicola che inscena un viaggio nello spazio e quella in cui appaiono degli extraterrestri è anche il primo film di fantascienza: Viaggio nella Luna di Georges Méliès del 1902. La pellicola non ha molte velleità scientifiche e gli abitanti della Luna sono rappresentati come creature grottesche simili a folletti. Segue nel 1918 il meno noto film danese Himmelskibet di Holger-Madsen (dove compaiono dei marziani), l'inglese The First Men in the Moon di Bruce Gordon e J.L.V. Leigh del 1919 (con abitanti della Luna) e quindi il sovietico Aėlita diretto da Jakov A. Protazanov del 1924 (con marziani).

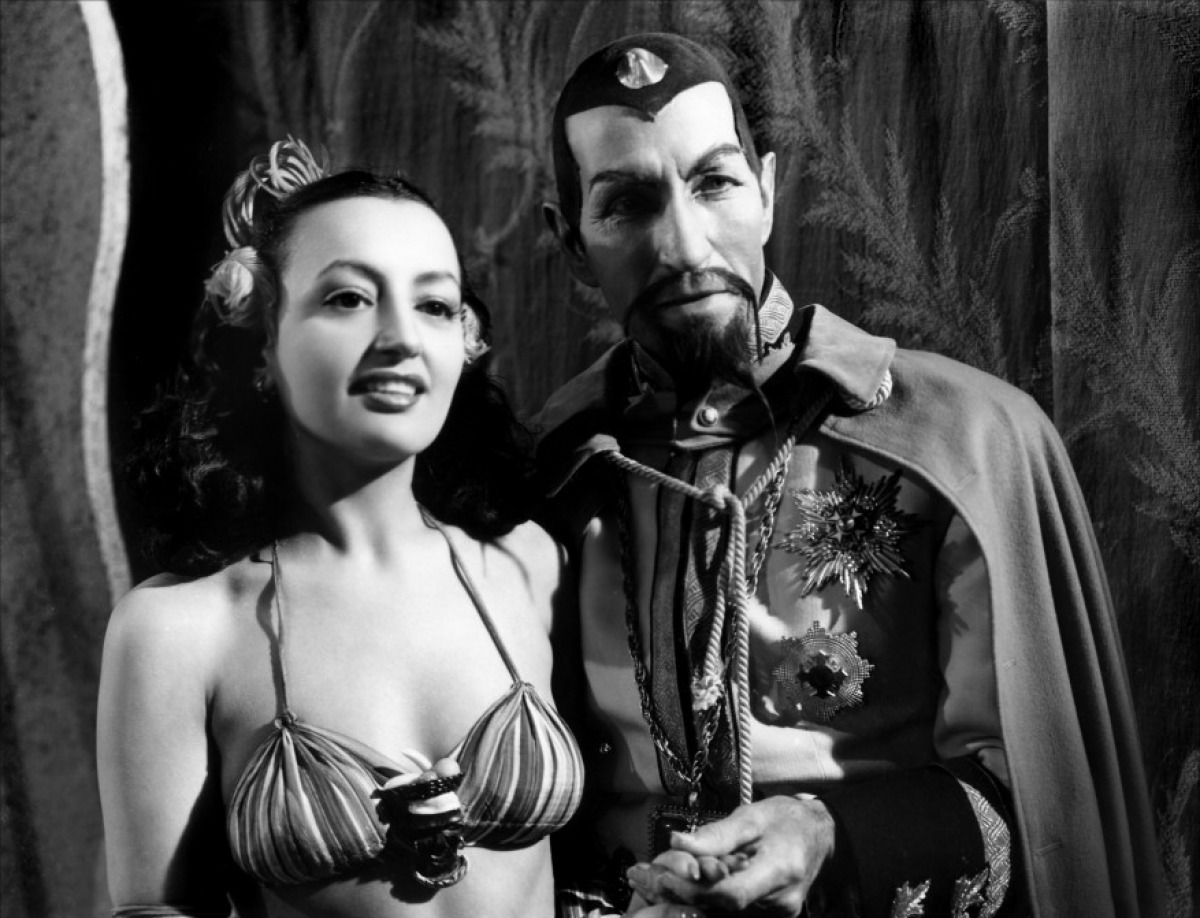
Immagine dal set del serial cinematografico del 1940 Flash Gordon - Il conquistatore dell'universo

Gli anni trenta e quaranta trattano ancora il tema del viaggio nello spazio come un semplice espediente per trame avventurose ed esotiche. Ne è un esempio il serial cinematografico del 1938 Flash Gordon alla conquista di Marte (Flash Gordon's Trip to Mars), tratto dalla striscia a fumetti Flash Gordon.
Bisognerà attendere gli anni cinquanta per trovare delle opere che trattino il tema in modo "adulto", con classici del genere come Uomini sulla Luna (Destination Moon, 1950) di Irving Pichel; Ultimatum alla Terra (The Day the Earth Stood Still, 1951) di Robert Wise tratto dal racconto Addio al padrone (Farewell to the Master, 1940) di Harry Bates, The Man from Planet X (1951) di Edgar G. Ulmer; e La guerra dei mondi (The War of the Worlds, 1953), di Byron Haskin, tratto dal romanzo omonimo di H. G. Wells, in cui viene mostrata un'invasione aliena degli Stati Uniti.
Dagli anni cinquanta in poi la presenza di extraterrestri diventa un tema costante del cinema e della televisione, complice l'interesse per le nascenti tecnologie aerospaziali e la corsa allo spazio tra USA e URSS; nell'epoca della guerra fredda, la figura dell'alieno malvagio viene assunta come metafora del potenziale invasore sovietico. La più grande ondata di pellicole sulle invasioni aliene si ebbe all'inizio di quest'epoca, tra l'ascesa di Joe McCarthy nel 1950 e il lancio dello Sputnik 1 nel 1957. Si tratta di film hollywoodiani che giocavano sulla paranoia anticomunista dilagante negli Stati Uniti dell'epoca, seppure senza affrontare in modo esplicito i temi scottanti del Maccartismo e della "Paura rossa".
L'immagine negativa e fortemente stereotipata dell'alieno invasore viene rimessa in discussione e ribaltata in due grandi successi di Steven Spielberg, Incontri ravvicinati del terzo tipo del 1977, in cui gli alieni sono rappresentati simili a bambini come metafora creativa, ed E.T. l'extra-terrestre del 1982, in cui dei bambini salvano un piccolo e timido alieno dimenticato sulla Terra.

### Visioni del futuro

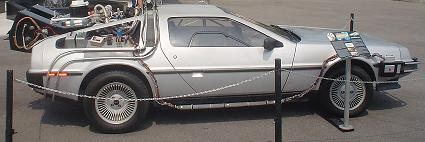
L'auto DeLorean modificata come macchina del tempo in Ritorno al futuro

Il mezzo cinematografico non si limita a mettere in scena fantastici viaggi nello spazio, ma è capace di materializzare epoche passate o prossime – o il viaggio nel tempo stesso – fornendo spesso inquietanti visioni di futuro allo spettatore, scenari distopici, apocalittici e postapocalittici. In corrispondenza dei momenti critici della storia, tali visioni sono pervase di pessimismo nei confronti della scienza e – in particolare durante la guerra fredda – da ammonimenti nei confronti delle conseguenze catastrofiche di una possibile guerra nucleare globale.
Il primo grande classico sui viaggi temporali di Hollywood è L'uomo che visse nel futuro (The Time Machine, 1960) prodotto e diretto da George Pal, tratto dal romanzo La macchina del tempo di H. G. Wells del 1895, con una trama riadattata alle istanze della società statunitense del 1960. Il film di Pal ricevette un premio Oscar ai migliori effetti speciali per l'efficace sequenza fotografica che mostrava il mondo in cambiamento accelerato e ha avuto un remake nel 2002 con il film The Time Machine di Simon Wells.
Due anni prima del film di Pal, era già comparsa una macchina del tempo sul grande schermo in Terror from the Year 5000 (1958) di Robert H. Gurney Jr., dove uno scienziato mette in contatto l'epoca presente con il remoto anno 5000, scoprendo che la Terra diverrà radioattiva a causa di un conflitto atomico e che i pochi sopravvissuti rischieranno l'estinzione a causa dell'avvelenamento da radiazioni.
Il primo film a trattare di viaggi nel tempo e paradossi spazio-temporali era stato, alla metà degli anni cinquanta, Mondo senza fine (Word Without End, 1956) di Edward Bernds, in cui degli astronauti atterrano per un'avaria su un pianeta sconosciuto, che scoprono in seguito essere la Terra di cinque secoli nel futuro, che è stata sconvolta da guerre nucleari. Un altro film che segue grossomodo questo sviluppo è Il pianeta delle scimmie (1968), un classico con Charlton Heston diretto da Franklin J. Schaffner che ha avuto vari seguiti e remake.
Ma il viaggio nel tempo, in fondo, è solo uno degli espedienti per presentare scenari futuri. Dagli anni cinquanta in poi vi sono molte altre pellicole che evocano possibili mutazioni subìte dalla specie umana per causa delle catastrofi provocate dall'uomo: come Radiazioni BX: distruzione uomo (1957) di Jack Arnold, in cui un uomo colpito da una nuvola radioattiva sperimenta un progressivo e inarrestabile rimpicciolimento; L'ultima spiaggia (1959) di Stanley Kramer che narra le vicende degli ultimi sopravvissuti dopo la terza guerra mondiale; Andromeda (1971) di Robert Wise, in cui un gruppo di scienziati investiga su un microrganismo di origine extraterrestre potenzialmente letale per la vita sulla Terra.
Non mancano gli scenari in cui, dopo un conflitto globale, la civiltà è regredita al livello della barbarie. Zardoz (1974) di John Boorman è ambientato in un XXIII secolo postapocalittico dominato da una spietata élite di annoiati "immortali". In 2022: i sopravvissuti (1973) di Richard Fleischer il pianeta è sull'orlo del baratro, devastato da inquinamento e sovrappopolazione; gli stessi problemi affliggono anche lo sfondo di Blade Runner (1982) di Ridley Scott, ambientato in una Los Angeles distopica dell'anno 2019, dove è incoraggiata la fuga verso le colonie extramondo. Il timore della sovrappopolazione è uno dei temi dalla fantascienza (in particolare di quella sociologica) ed è presente anche in altre opere di spessore, come Un mondo maledetto fatto di bambole (1972) e La fuga di Logan (1976).
Una delle pellicole più crude e realistiche sugli effetti della guerra nucleare è The Day After - Il giorno dopo (un film per la televisione statunitense del 1983, distribuito nei cinema italiani l'anno successivo), che fece grande successo e scalpore nell'opinione pubblica.
Dalla fine degli anni ottanta, con la caduta del Muro di Berlino e la conclusione della guerra fredda, si sono pressoché esaurite le produzioni cinematografiche che descrivono una guerra nucleare, ma nonostante questo continuano a essere prodotti numerosi film di ambientazione postapocalittica, che presuppongono come antefatto la decimazione dell'umanità a causa di un conflitto nucleare, di armi batteriologiche o di qualche altra catastrofe globale.
In varie pellicole, l'umanità deve fronteggiare nel futuro le minacce tecnologiche da essa stessa create: come i cyborg assassini di Terminator (1984) di James Cameron e dei suoi seguiti, o le macchine spietate che hanno soggiogato l'umanità relegandola in un sogno di realtà virtuale in Matrix (1999) delle sorelle Wachowski, tutte storie incentrate sul tema della ribellione della macchina.

## Effetti speciali e fantascienza

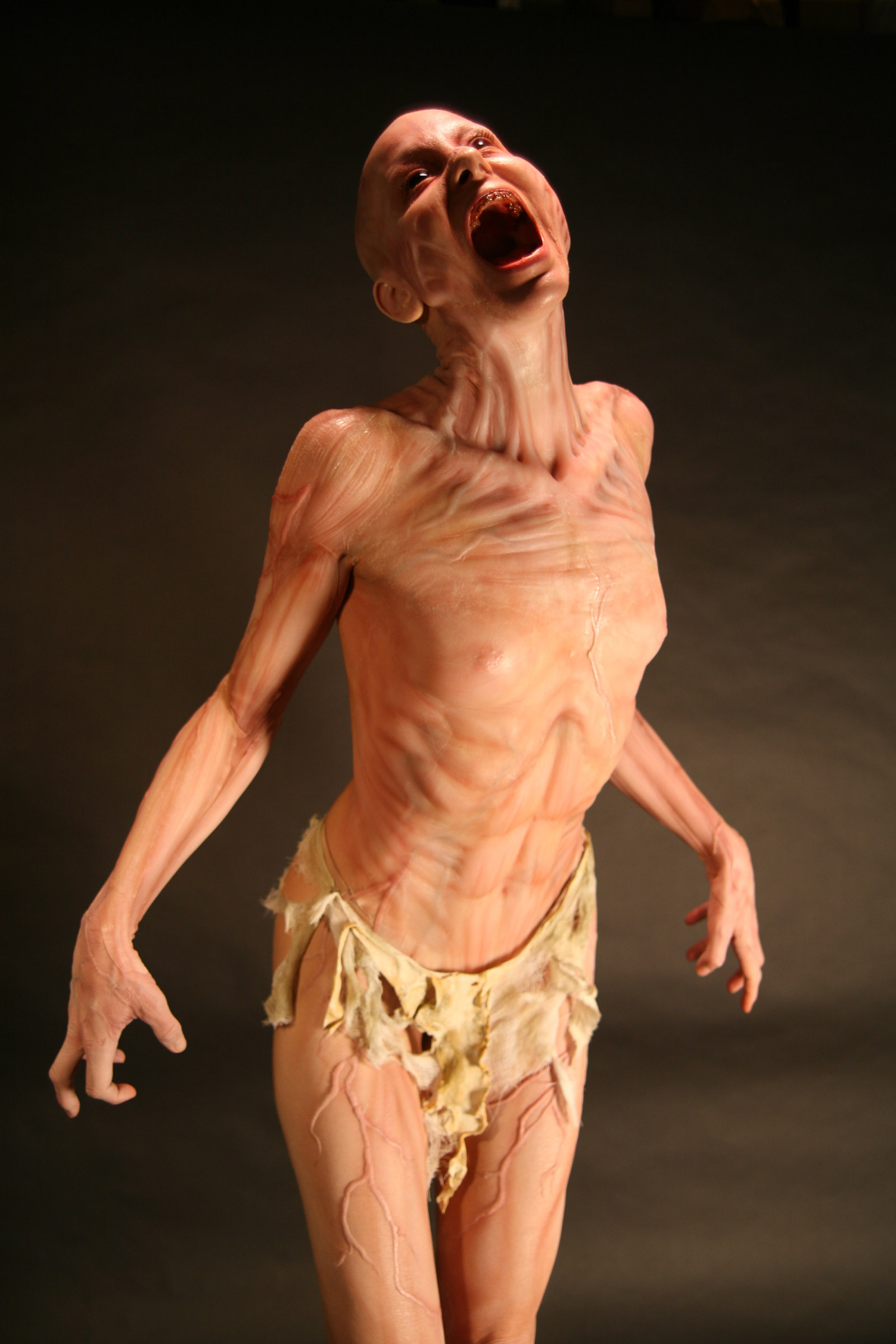
Prova di make-up di un personaggio del film Io sono leggenda (2007)

Gli effetti speciali sono una delle caratteristiche peculiari del cinema, di fantascienza ma non solo, fin dai tempi degli esperimenti compiuti da Georges Méliès, inventore dei primi rudimentali effetti visivi, spesso ottenuti con semplici tecniche di montaggio o con la sovrapposizione di due o più pellicole. Questi rudimentali effetti furono una delle principali attrattive dei primi cinematografi.
Gli effetti speciali andarono via via perfezionandosi con l'introduzione di nuove tecniche di ripresa, come ad esempio lo stop motion (o "passo uno"), che diede vita al King Kong del 1933 e ai famosi scheletri guerrieri di Ray Harryhausen. Altre tecniche vedevano l'uso di "miniature", ossia riproduzioni in scala ridotta di un ambiente o di un oggetto di grandi dimensioni, come le dettagliatissime miniature usate nel 1966 per 2001: Odissea nello spazio.
Negli anni settanta si iniziò a utilizzare i cosiddetti "animatroni": complessi sistemi meccanici ed elettronici comandati a distanza e in grado di compiere dei semplici movimenti. Furono utilizzati per gli effetti speciali di King Kong (1976), Alien (1979), E.T. (1982) e divennero sempre più sofisticati integrando la tecnologia robotica, fino a essere utilizzati in film come RoboCop e Terminator.
Tra la fine degli anni ottanta e i primi anni novanta l'avvento della grafica computerizzata rivoluzionò il mondo degli effetti speciali: nel 1993 il film Jurassic Park di Steven Spielberg mostrò per la prima volta dinosauri assolutamente realistici che interagivano con attori in carne e ossa. Un anno prima, nella pellicola Terminator 2 - Il giorno del giudizio, un procedimento detto "morphing" consentiva a un oggetto animato di "sciogliersi" e di assumere le sembianze di un altro oggetto. Grazie al computer e ad altre tecniche avanzate, come il blue screen, si dimezzano i costi di produzione, liberando di conseguenza la fantasia di sceneggiatori e registi. Si possono infatti realizzare enormi scenografie virtuali, epiche battaglie con migliaia di comparse digitali animate da appositi software, mostri di tutte le dimensioni sempre più realistici, duelli acrobatici sempre più spettacolari (come nel film Matrix, che introdusse il "bullet time"). Gli effetti digitali hanno decretato la fine dei kolossal con migliaia di comparse, anche se le grosse produzioni dispongono di schiere di coreografi, controfigure, truccatori, disegnatori, animatori. Non è un caso se alla realizzazione della trilogia de Il Signore degli Anelli abbiano lavorato circa mille persone. Uno dei primi film girato interamente in blue screen, ricreando cioè tutte le scenografie in fase di post produzione, è stato il nostalgico Sky Captain and the World of Tomorrow, le cui prime scene erano state realizzate dal regista con l'unico ausilio del suo personal computer.